# Église Saint-Pierre de Verberie
Pour les articles homonymes, voir Église Saint-Pierre.
L'église Saint-Pierre est une église catholique paroissiale située à Verberie, en France. Elle entre dans le petit groupe des premières églises classées au titre des monuments historiques dans le département de l'Oise par listes de 1840 et 1862, comptant moins d'une trentaine d'édifices. La réputation de cette église rurale est en grande partie imputable à une tradition orale, selon laquelle le croisillon méridional du transept serait l'ancienne chapelle du palais royal de Charlemagne. Bien qu'édifiée à la fin du XIIe siècle seulement, c'est toutefois un intéressant exemple des débuts de l'architecture gothique. Pour ses autres parties qui sont gothiques, et surtout flamboyantes, l'église Saint-Pierre est assez caractéristique d'une petite église du Valois du XVe siècle, car reconstruite en grande partie après son bombardement par les Anglais en 1430.

## Localisation
L'église est située dans le département français de l'Oise, dans le Comté de Valois et sur la commune de Verberie, rue Saint-Pierre (RD 123). Cette situation correspond à la limite est du centre du bourg. La rue Saint-Pierre passe devant l'élévation septentrionale, tout en observant une certaine distance. L'on note que l'église n'est pas alignée sur la rue, afin de respecter une orientation régulière est-ouest. L'église est précédée d'un parvis nommé place du maréchal Foch, où se trouve aussi le monument aux morts de la commune. Une cour existe au sud de l'église, et par un chemin passant devant le chevet, on peut en faire le tour. Elle est donc entièrement dégagée d'autres édifices, mais des arbres et le mur d'une propriété empêchent de contempler le chevet en prenant du recul.

## Historique

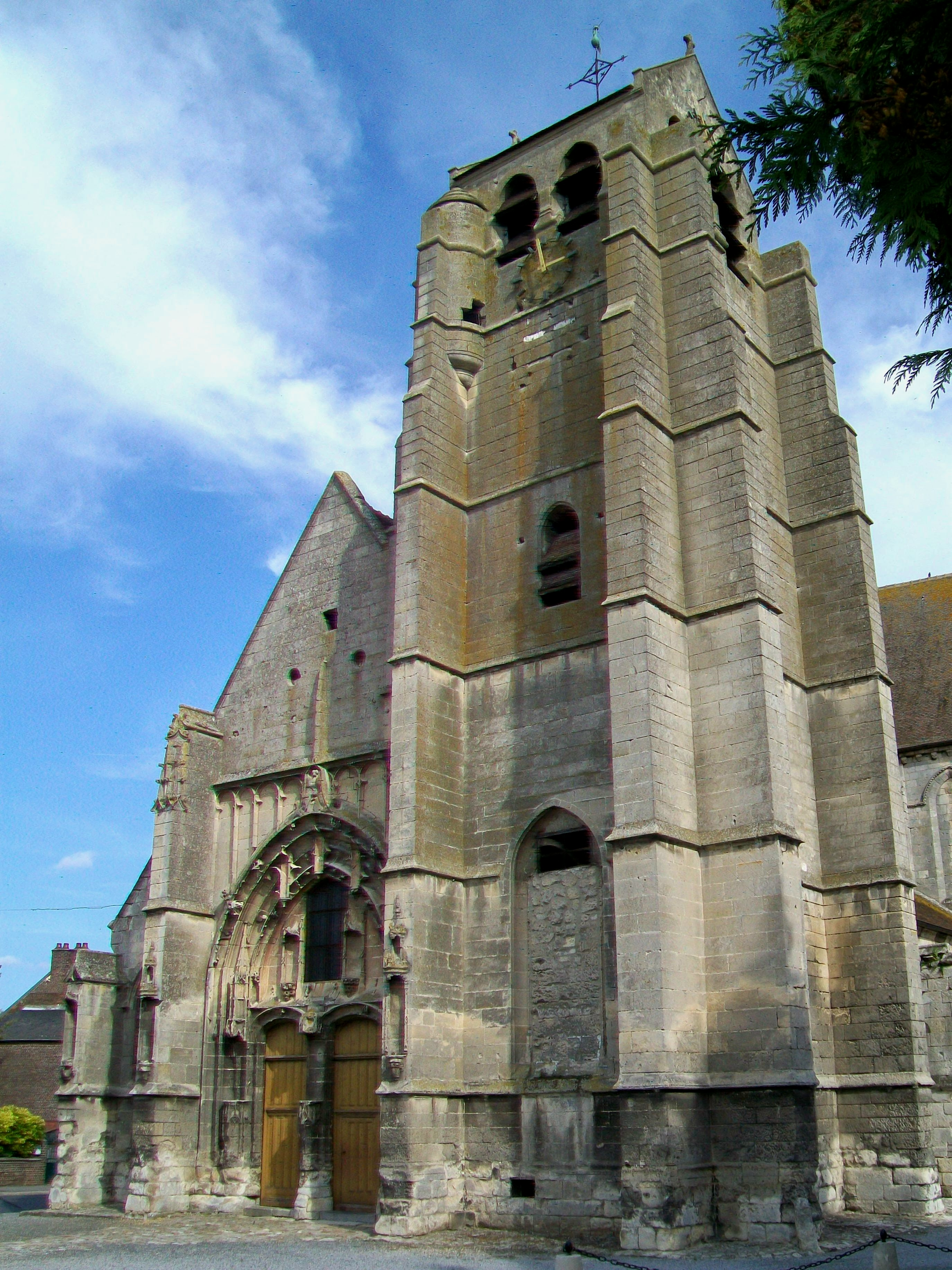
Façade occidentale.

L'édifice a été classé au titre des monuments historiques par liste de 1862 avec seize autres églises dans le département de l'Oise. Avant, seulement douze autres églises avaient déjà été classées par liste de 1840. La valeur archéologique de l'église de Verberie a donc été reconnue assez tôt, et elle était considérée comme l'une des églises les plus intéressantes sur le plan architectural au moment de son classement. Il est intervenu à la suite d'une première étude sérieuse du monument par le baron Ferdinand de Guilhermy en 1862, restée non publiée jusqu'à ce jour. Après, seulement Dominique Vermand y consacrera quelques pages dans sa brochure sur les églises de l'Oise, une première étude approfondie se faisant attendre jusqu'en 2002 (cf. la bibliographie).

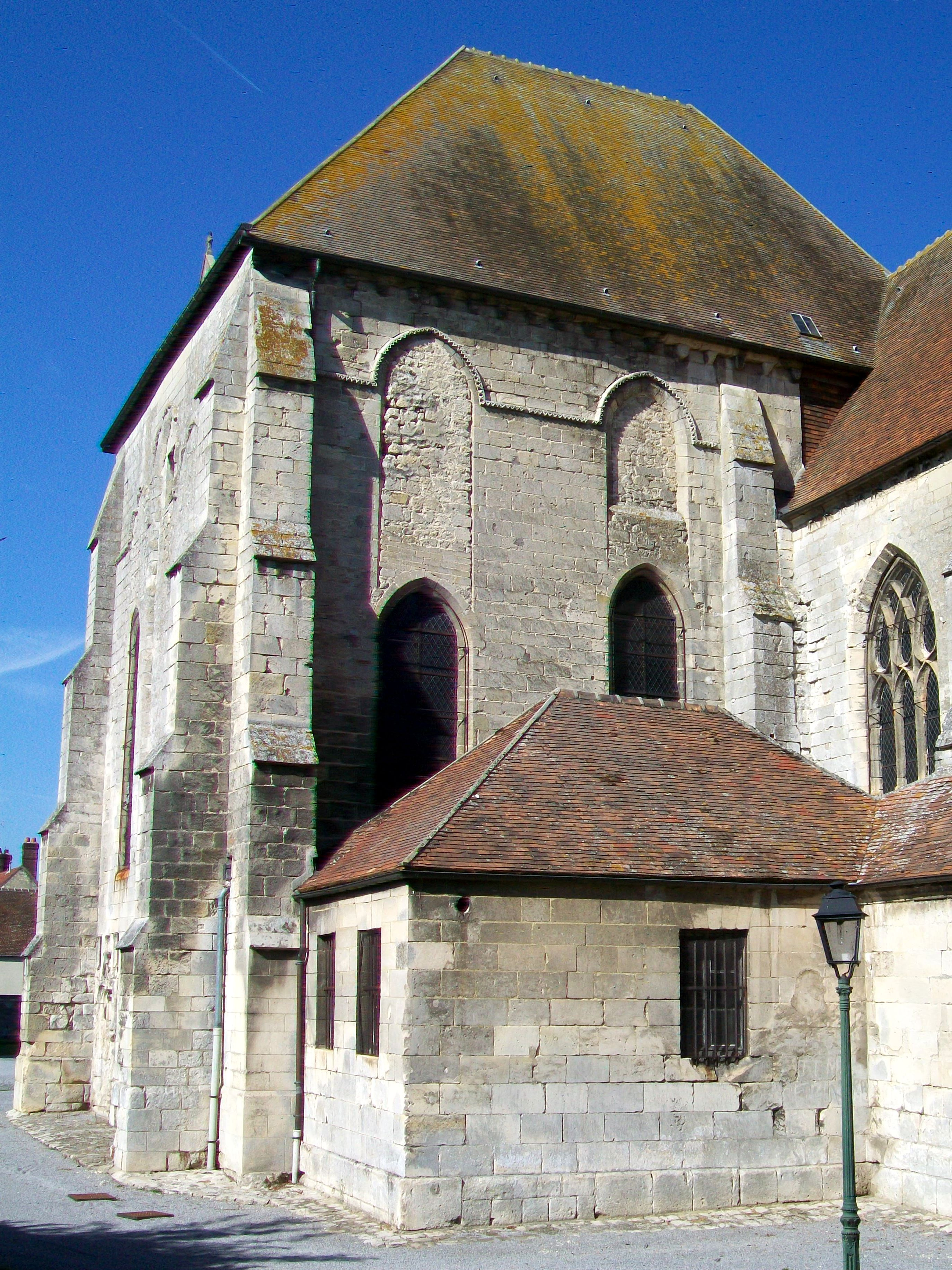
Mur oriental du croisillon sud.

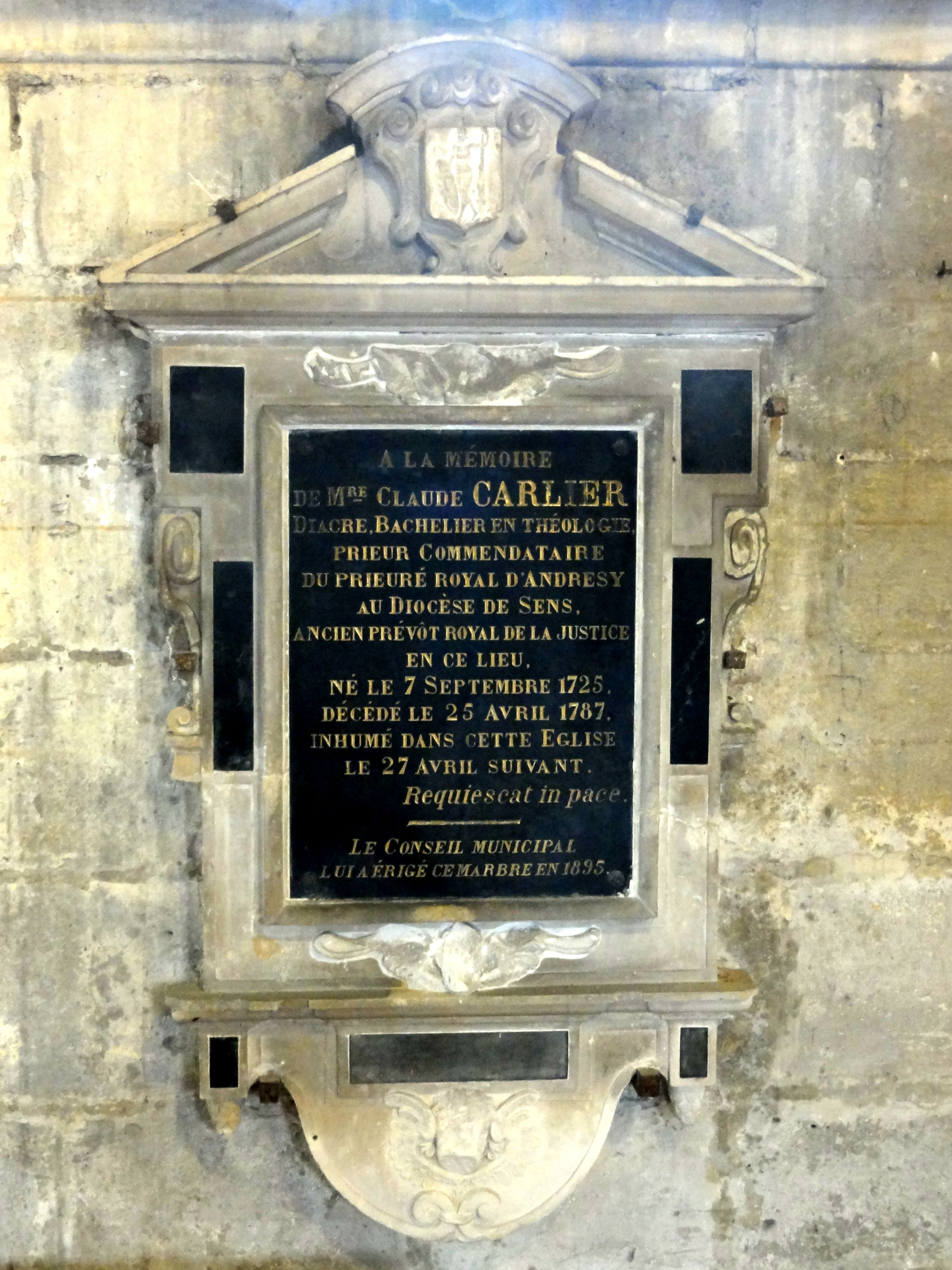
Monument pour l'abbé Carlier.

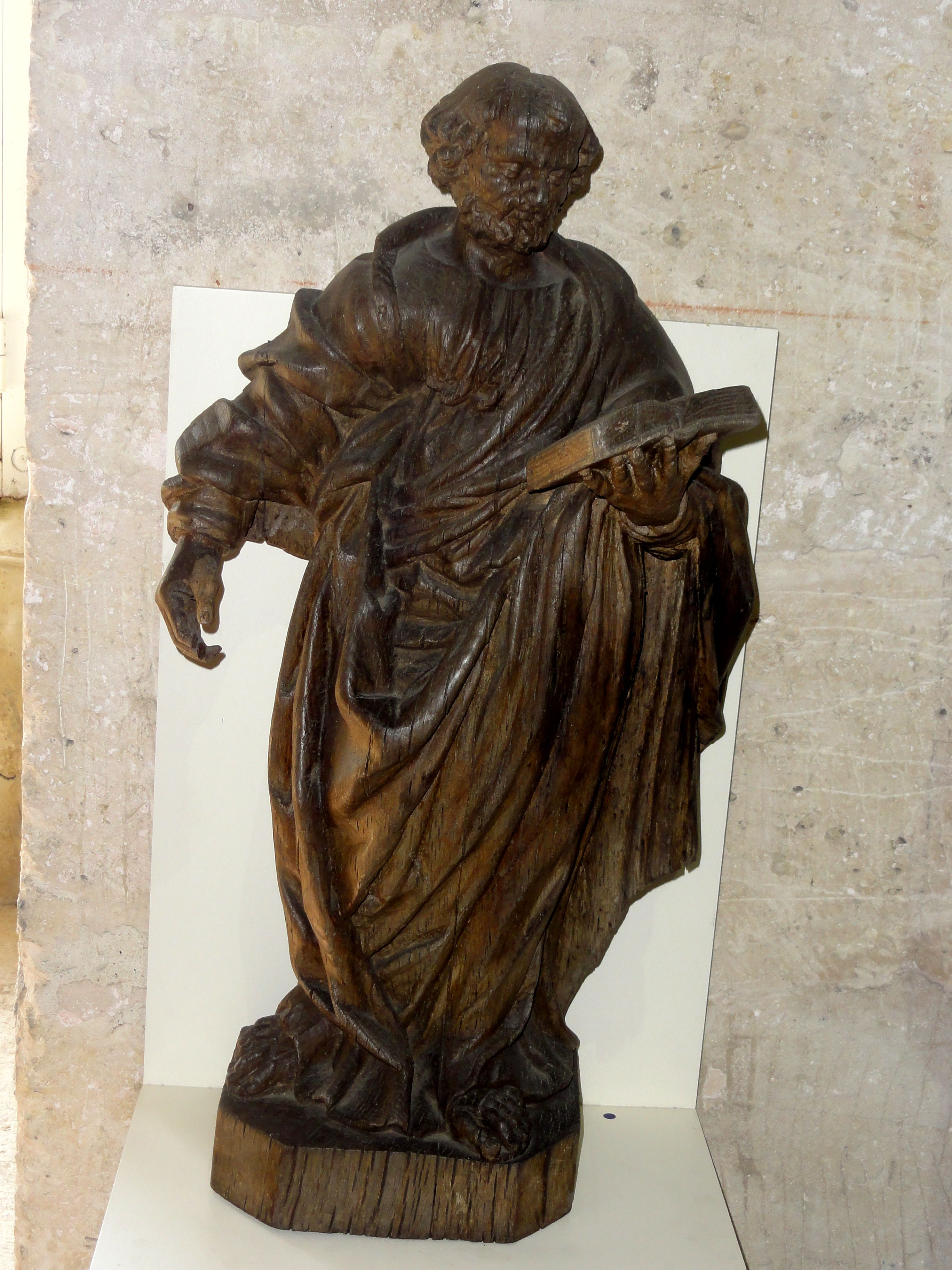
Statue de saint Pierre.

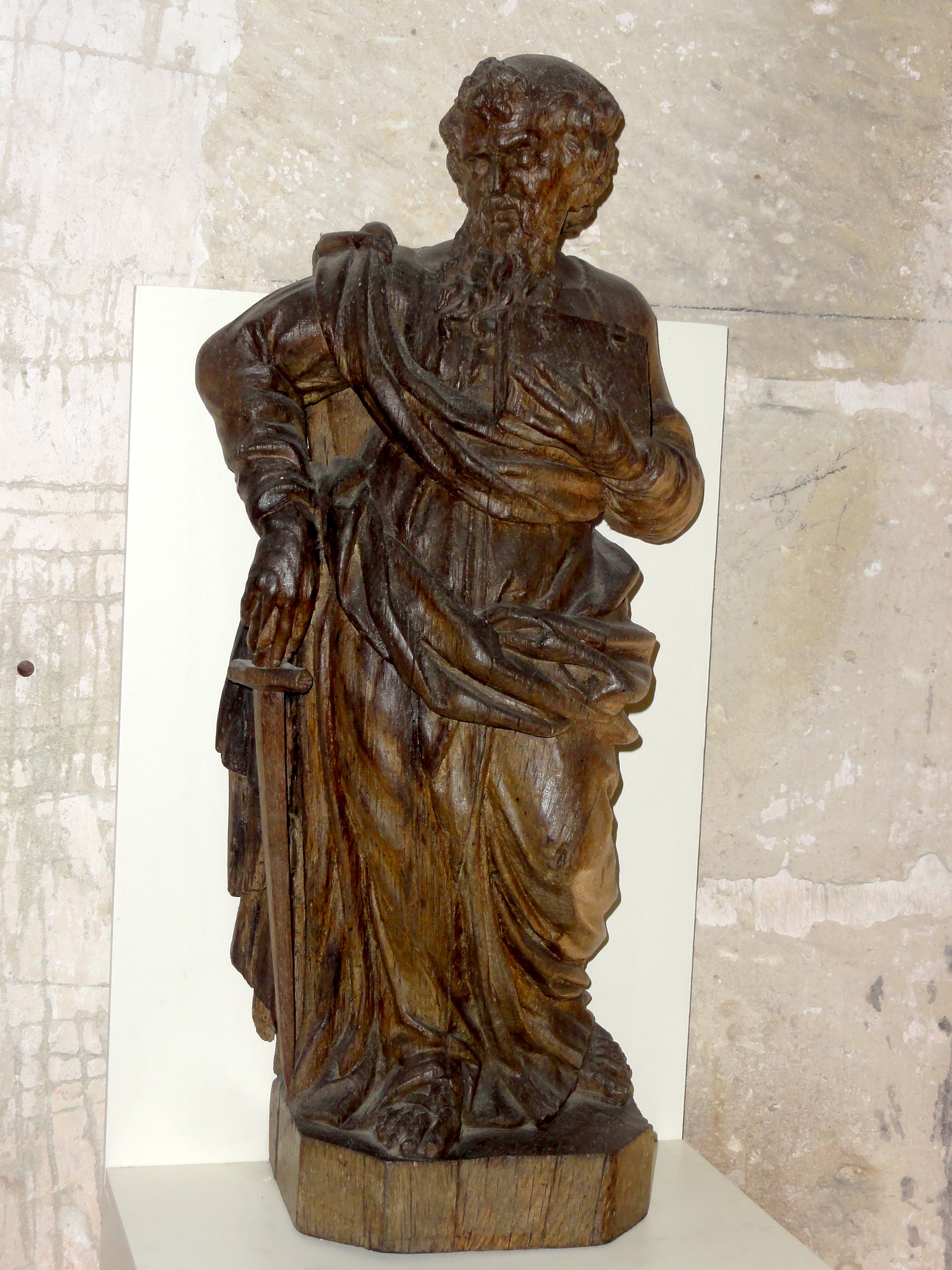
Statue de saint Paul.

Il est probable que son lien supposé avec le palais royal de Charlemagne ayant existé à Verberie ait attiré une attention particulière à l'église Saint-Pierre. En effet, l'abbé Claude Carlier en 1764 puis Louis Graves en 1834 relatent que la paroisse Saint-Pierre avait initialement comme église la chapelle du palais de Charlemagne. En l'absence de fouilles confirmant l'étendue et la physionomie réelle du palais, cette tradition orale ne peut être vérifiée. À une époque que la définition de l'architecture romane fut encore toute récente, Graves attribue correctement le croisillon méridional du transept à cette époque artistique, tout en faisant part de son doute que cet élément remonte réellement au IXe siècle,.
Bien que plus aucun vestige bâti du IXe siècle n'ait encore été découvert à Verberie, l'existence d'une église à Verberie est bien démontrée par une charte attestant de la donation de l'église à l'abbaye Saint-Corneille fraîchement fondée par Charles II le Chauve. Ensuite, environ un siècle et demi s'écoulent jusqu'à la mention suivante, en 1029, toujours en lien avec l'abbaye Saint-Corneille : Robert le Pieux donne à cette dernière le domaine de l'actuel château de Saint-Corneille attenant au palais (dit le praedium du palais), et il est dit que deux églises en dépendent. La seconde doit être celle du hameau de Saint-Germain, réduit depuis le XVIIIe siècle à la ferme de l'ancien manoir. En effet, Verberie comptait trois paroisses, sans compter l'église du couvent des Mathurins, la chapelle Notre-Dame-du-Mont et la chapelle Sainte-Madeleine de la maladrerie, la troisième église étant celle de la commune aujourd'hui indépendante de Saint-Vaast-de-Longmont,,.
La partie la plus ancienne de l'édifice actuel est effectivement le croisillon sud, daté par l'architecte en chef des monuments historiques Chaine du XIIe siècle en 1893. Aucun document parlant de sa construction ne semble exister, pas plus que des autres éléments de l'église. L'on sait par des fondations de chapelles qu'elle doit avoir une certaine importance au XIVe siècle : Philippe le Bel approuve la fondation de la chapelle Notre-Dame par une charte de 1309, et Philippe VI de Valois signe une charte parlant de la fondation d'une chapelle Saint-Jacques en 1342 et une autre mentionnant la fondation de la chapelle Saint-Nicolas en 1344. La chapelle Notre-Dame pourrait correspondre au croisillon nord ; les autres n'existent plus. L'une a pu correspondre au croisillon sud, et l'on sait qu'une chapelle attenante au clocher a été détruite au XVe siècle. En 1430, sous la guerre de Cent Ans, Verberie est occupé par des troupes anglaises, et un habitant, Jean de Dours, veut s'opposer à eux. Il fait fortifier le cimetière et se retranche dans l'église, qui devient rapidement la cible de lourds coups de canon. Une partie du croisillon nord et du clocher sont détruits, ainsi que la voûte du croisillon sud, mais c'est presque l'église entière qui fera l'objet d'une reconstruction jusqu'à la fin du XVe siècle. Une plaque commémorative rappelle l'acte courageux de Jean de Dours depuis 1909.
L'église représente ainsi un exemple remarquable d'une petite église du XVe siècle très bien conservée dans son ensemble, ce qui fait son intérêt, en plus du croisillon sud assez singulier. Pendant les siècles suivants, peu de modifications sont apportées à l'édifice. Au XIXe siècle, le petit clocher probablement situé au-dessus du croisillon sud est supprimé. En 1846, la sacristie localisée entre le croisillon sud et le chœur est presque entièrement rebâtie. Vers la même époque, le cimetière jouxtant l'église est supprimé, et le niveau du sol abaissé comme conséquence de ces travaux. Comme le constate l'architecte des monuments historiques Chaine en 1893, ils ont fini par mettre l'église dans un état critique, car provoquant un déchaussement de la partie inférieure des murs et des contreforts, notamment au sud et à l'est. Des reprises de la maçonnerie sont donc effectuées entre 1897 et 1898 sous la direction de M. Chaine y compris dans la partie basse de la façade occidentale. Des pierres provenant des carrières de Saint-Maximin sont employées. Puis en 1908, la restauration de l'étage supérieur du clocher s'impose. Construit dans le style de la Renaissance à la fin du XVe siècle, il était resté un temps inachevé puis avait été terminé en moellons de qualité médiocre. L'architecte des monuments historiques Potdevin propose de remplacer cette partie par des pierres de taille mais de conserver la forme en bâtière du fait que le projet initial demeure inconnu. Ces travaux sont exécutés en 1910. L'année suivante, la façade du chevet est réparée, et trois nouveaux vitraux y sont posés peu avant la Première Guerre mondiale. Pendant cette dernière, la rue Saint-Pierre est incendiée, mais l'église ne subit aucun dégât notable.
En 1940 par contre, sous la Seconde Guerre mondiale, l'église devient la cible de bombardements. Ils atteignent la façade septentrionale du clocher et les toitures, et affectent également la plupart des vitraux (sauf ceux du chevet) et les murs. La corniche est presque entièrement descellée et ses pierres se disjoignent. Les travaux de réparation commencent encore pendant la guerre, et font appel de nouveau à la pierre de Saint-Maximin. La partie supérieure des fenêtres est refaite à la même occasion, et les charpentes et toitures de la nef et du bas-côté sud sont couvertes en tuiles plates de Bourgogne de réemploi. Le bas-côté nord et le croisillon nord sont couverts par des tuiles neuves du même type, et sur le toit du clocher, l'ardoise est remplacée par de la tuile. En 1944, l'édifice est de nouveau atteint par des bombes tombant à proximité, et le bras nord du transept est endommagé par des projectiles côté est. Globalement, les réparations successives n'ont pas altéré l'esthétique de l'église et ne laissent pas de traces trop visibles.
Verberie est la patrie d'un personnage illustre du XVIIIe siècle, l'historien et agronome Claude Carlier (1725-1787), qui en fait ne fut pas prêtre, mais bachelier en théologie, diacre et prieur commendataire du prieuré Notre-Dame à Saint-Hilaire-les-Andrésis, et également prévôt royal de Verberie, titre hérité de son père. Le petit monument pour l'abbé Carlier se trouve dans le bas-côté sud. — Sous l'Ancien Régime, Saint-Pierre est la principale des trois paroisses que compte alors la ville, la seconde étant Saint-Germain, dont l'église a disparu, et la troisième Saint-Vaast-de-Longmont, devenu commune indépendante à la Révolution et cessant presque simultanément d'être paroisse, avec rattachement à celle de Saintines au moment du rétablissement du culte. Dans toute son étendue, Verberie fait partie du diocèse de Soissons, et se situe à son extrémité nord-ouest, qui s'étend jusqu'au village voisin de Rhuis. Ce diocèse est supprimé à la Révolution. Provisoirement la gestion est assurée par le diocèse d'Amiens. Depuis le rétablissement du diocèse de Beauvais en 1822, la paroisse de Verberie en fait partie. En 1996, le manque de prêtres motive la définition de seulement quarante-cinq nouvelles paroisses à l'échelle du département, et les paroisses de Morienval et de Béthisy-Saint-Pierre, qui avait préalablement absorbé celle de Saintines, sont réunies à celle de Verberie. Cette très grande paroisse au titre de « paroisse de la vallée de l'Automne / paroisse Saint-Pierre » s'étend sur quatorze communes dont deux disposent de deux, voire trois églises (Néry et Fresnoy-la-Rivière). Des messes dominicales sont célébrées en l'église Saint-Pierre tous les dimanches à 11 h 30.

## Description

### Aperçu général

Plan de l'église.

Régulièrement orientée, l'église de plan cruciforme se compose d'une nef aveugle de quatre travées accompagnée de deux bas-côtés, d'un transept largement saillant, d'un chœur à pans coupés de deux travées, sans bas-côtés, et d'un clocher en bâtière occupant l'emplacement de la première travée du bas-côté sud qu'il remplace. La longueur totale hors œuvre de l'édifice est de 43,0 m dans un sens est-ouest et de 25,0 m dans un sens nord-sud. La nef avec les bas-côtés atteint une largeur de 15,60 m. Le bas-côté sud est plus large que son homologue du nord, contrairement à ce que suggère le plan prétendument à l'échelle de Jean-Pierre Paquet qui illustre son article. Les croisillons sont deux fois plus larges que les bas-côtés et approximativement carrés. Bien que datant d'époques différentes, leurs dimensions au sol sont à peu près identiques. Le croisillon méridional du XIIe siècle est nettement plus élevé que la nef, mais sa voûte d'origine a été remplacée par une voûte plus basse au XVe siècle. Elle atteint encore une hauteur sous plafond de 11,0 m, par rapport à 10,25 m pour la nef.

### Extérieur

#### Façade occidentale et clocher

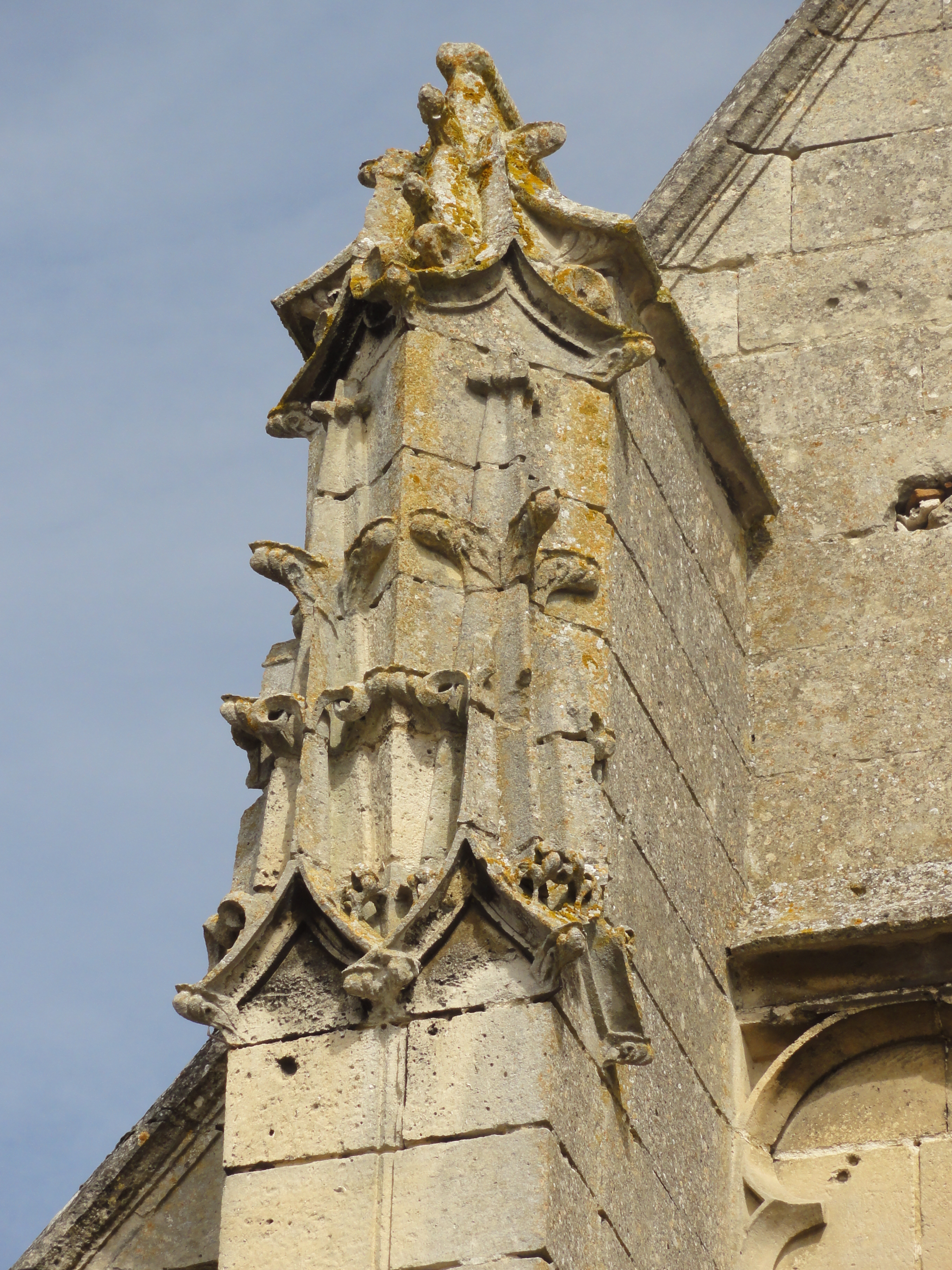
Clochetons du contrefort à gauche de la nef.
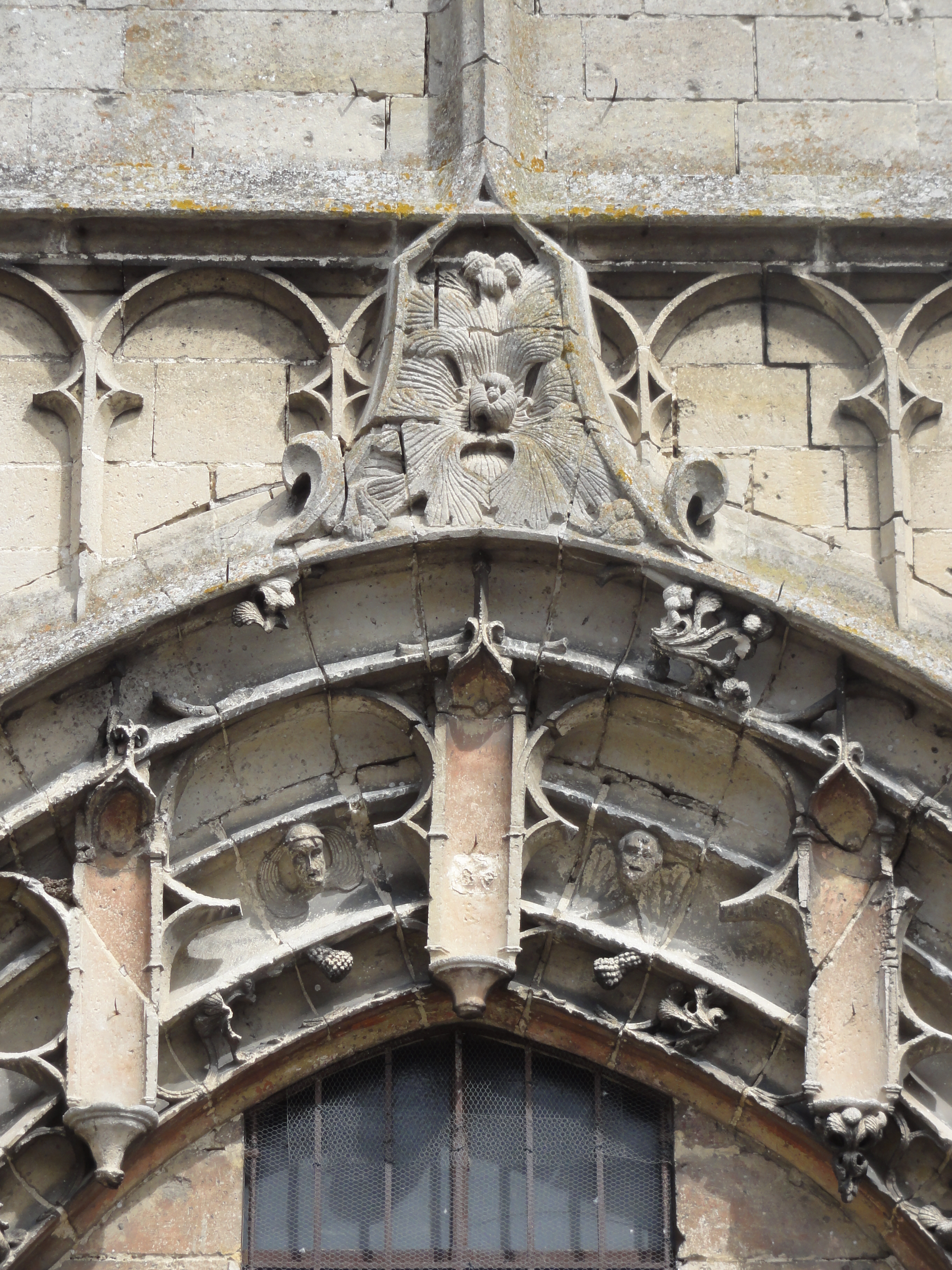
Portail, détail de l'archivolte.
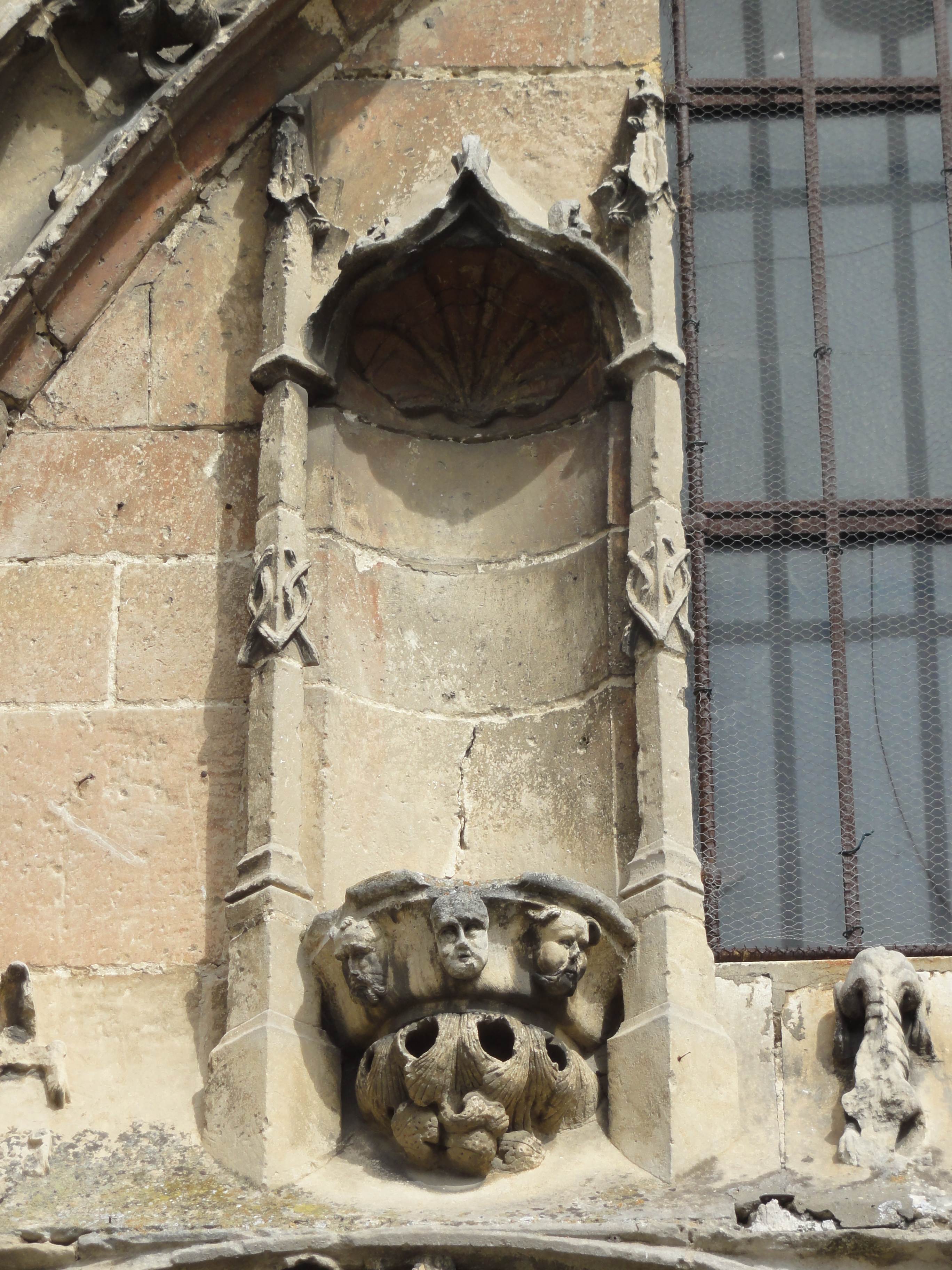
Niche à statue au-dessus de la porte de gauche.
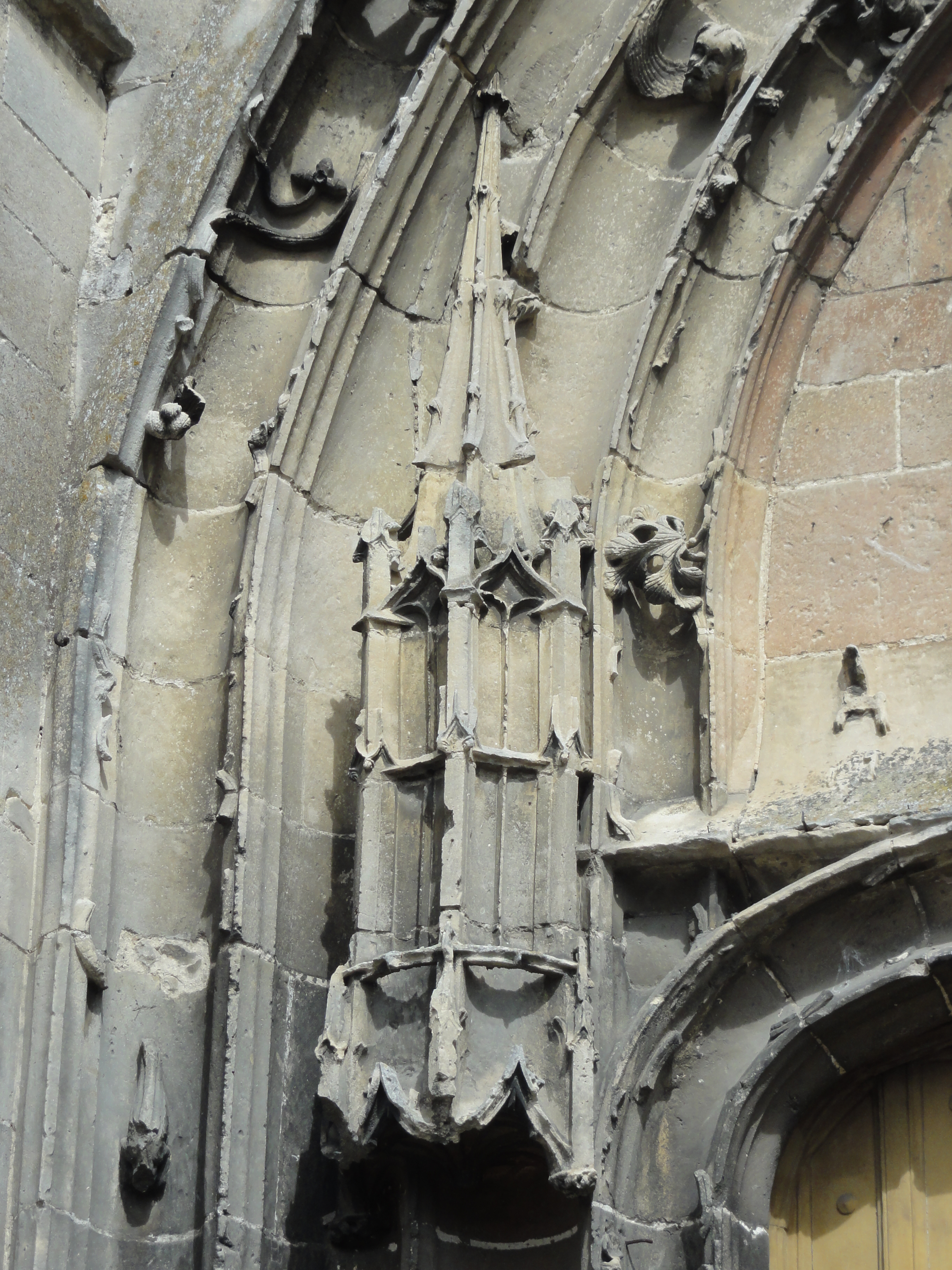
Dais à gauche du portail
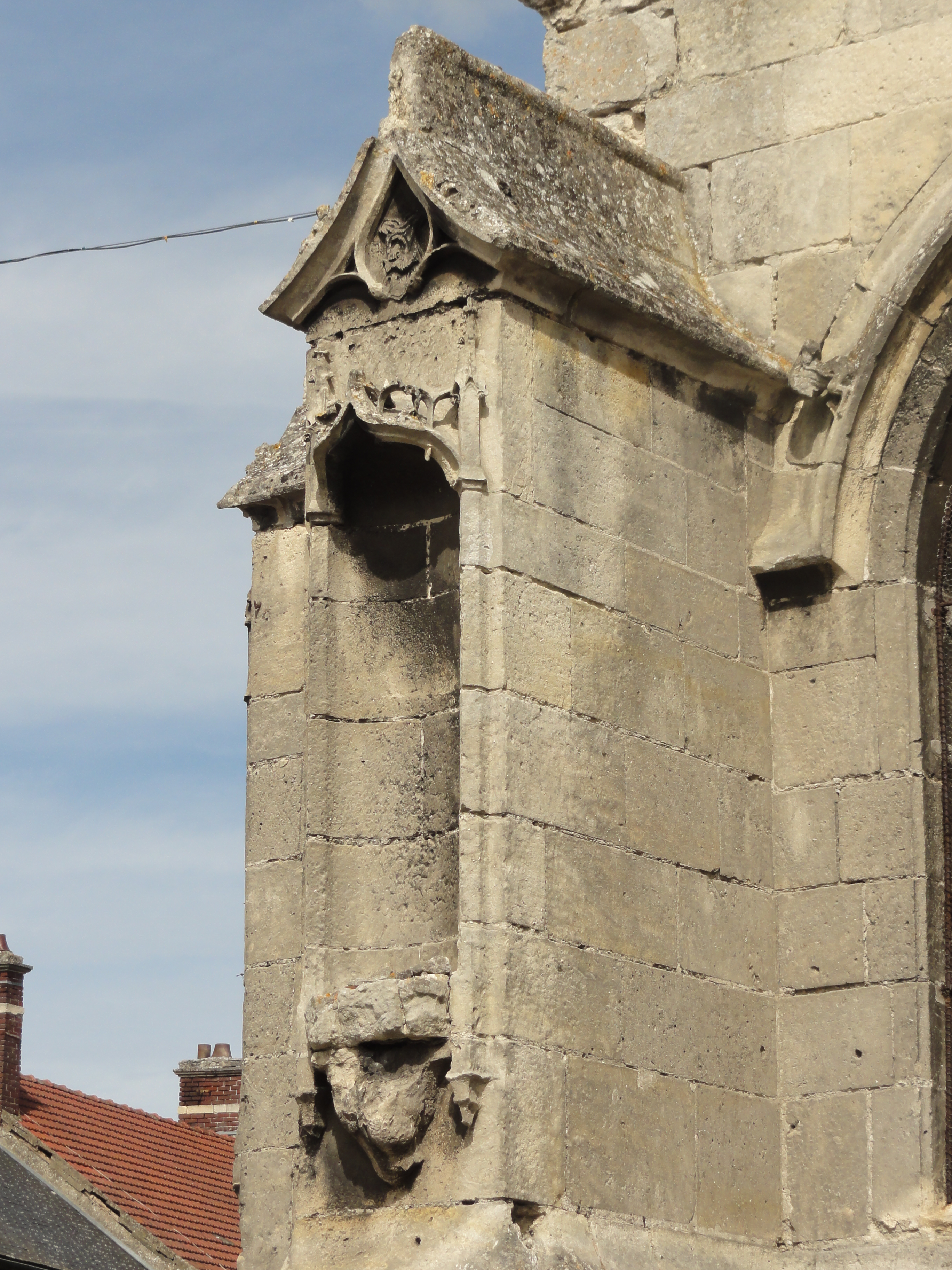
Niche sur le contrefort du bas-côté nord.
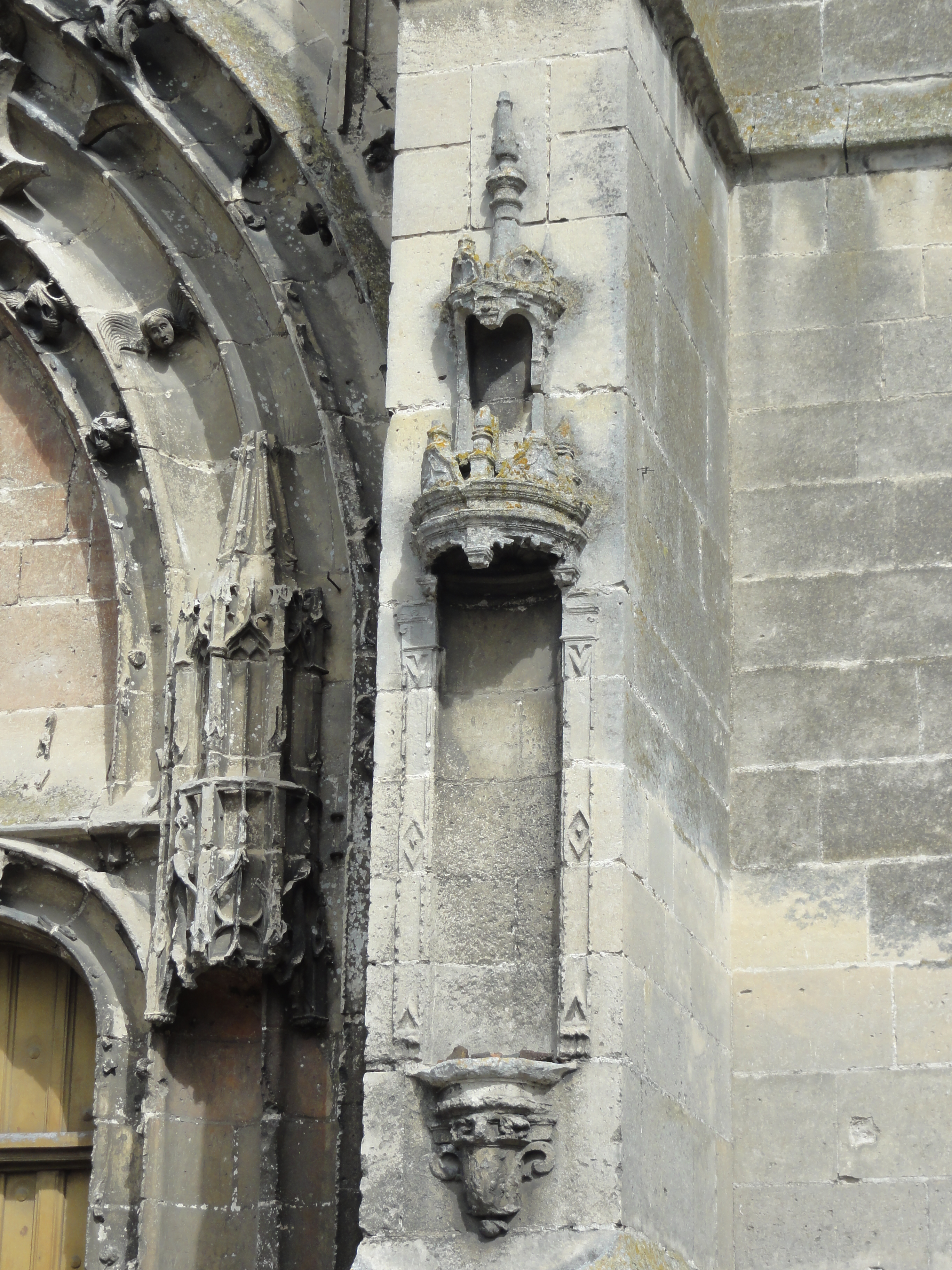
Niche sur le contrefort à droite de la nef.

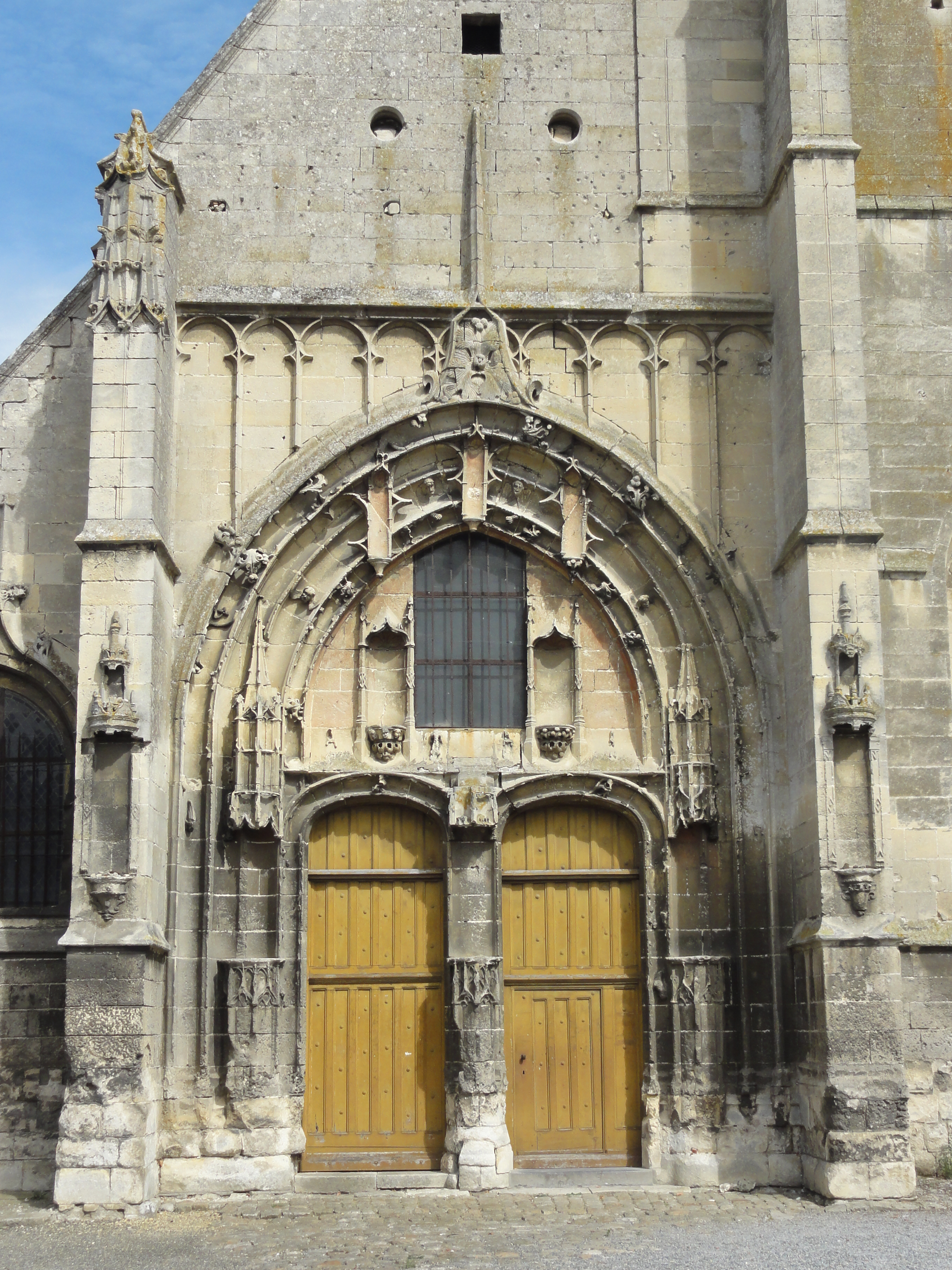
Portail occidental.

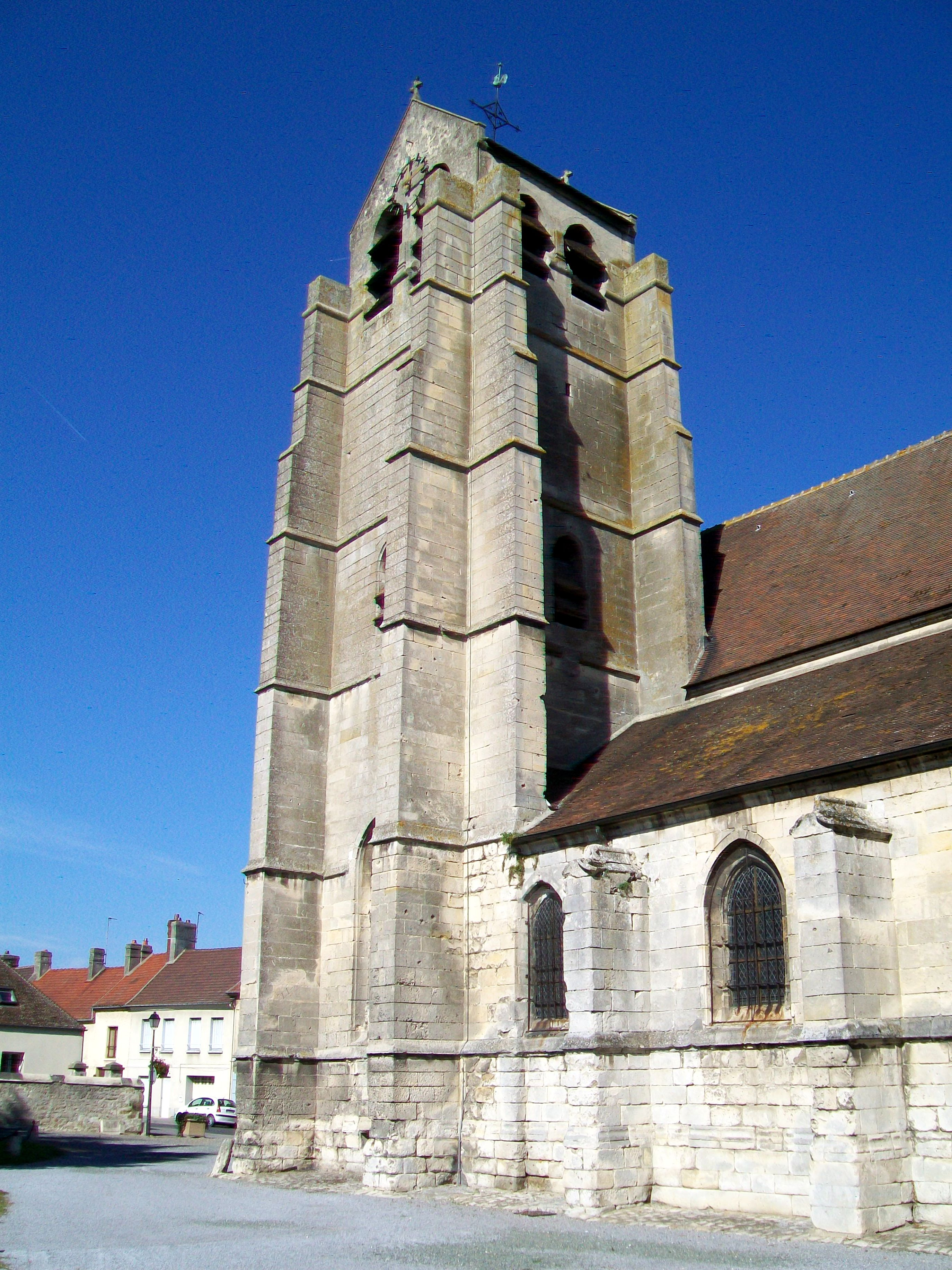
Clocher, vue depuis le sud-est.

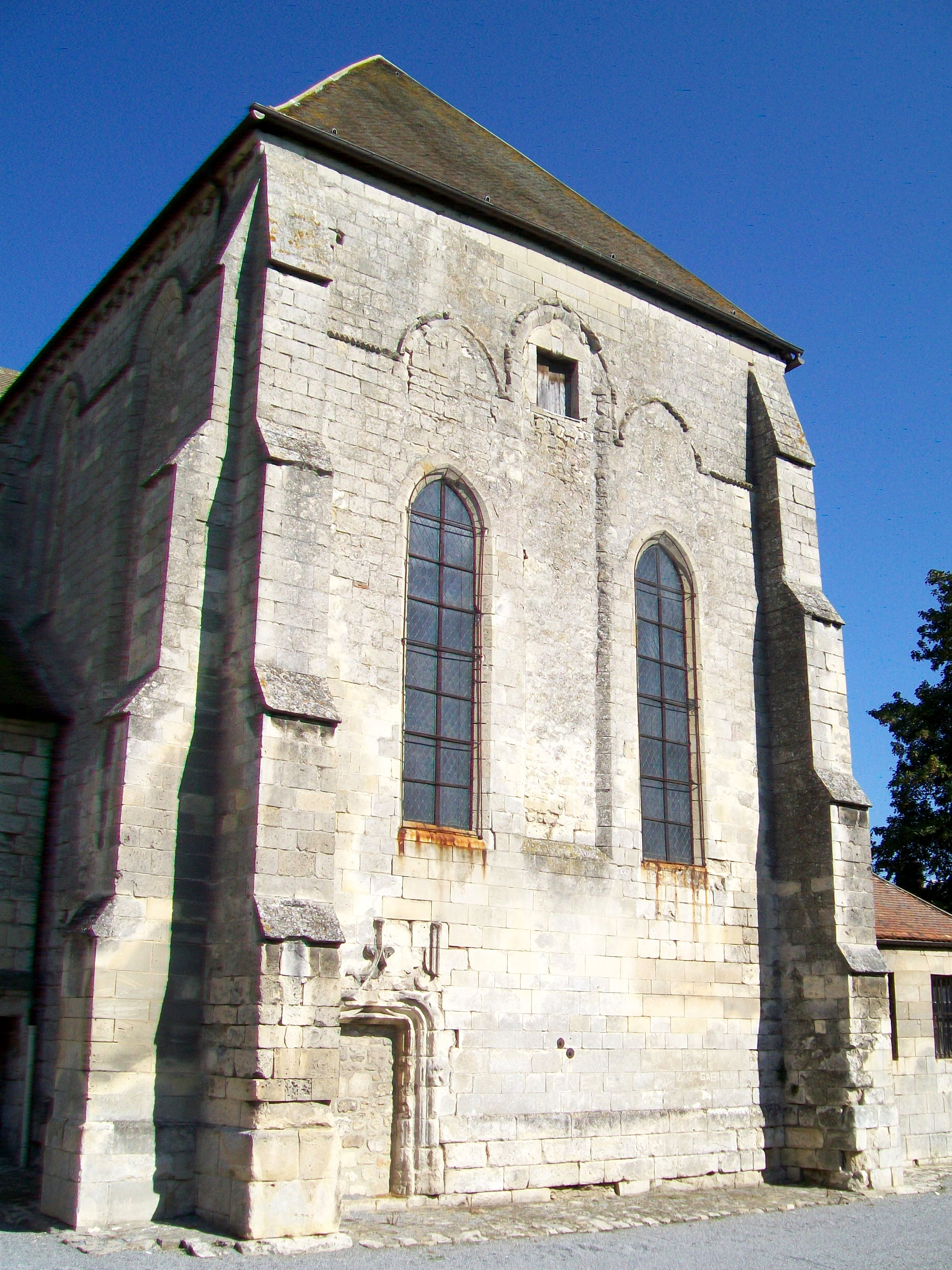
Chevet du croisillon sud.

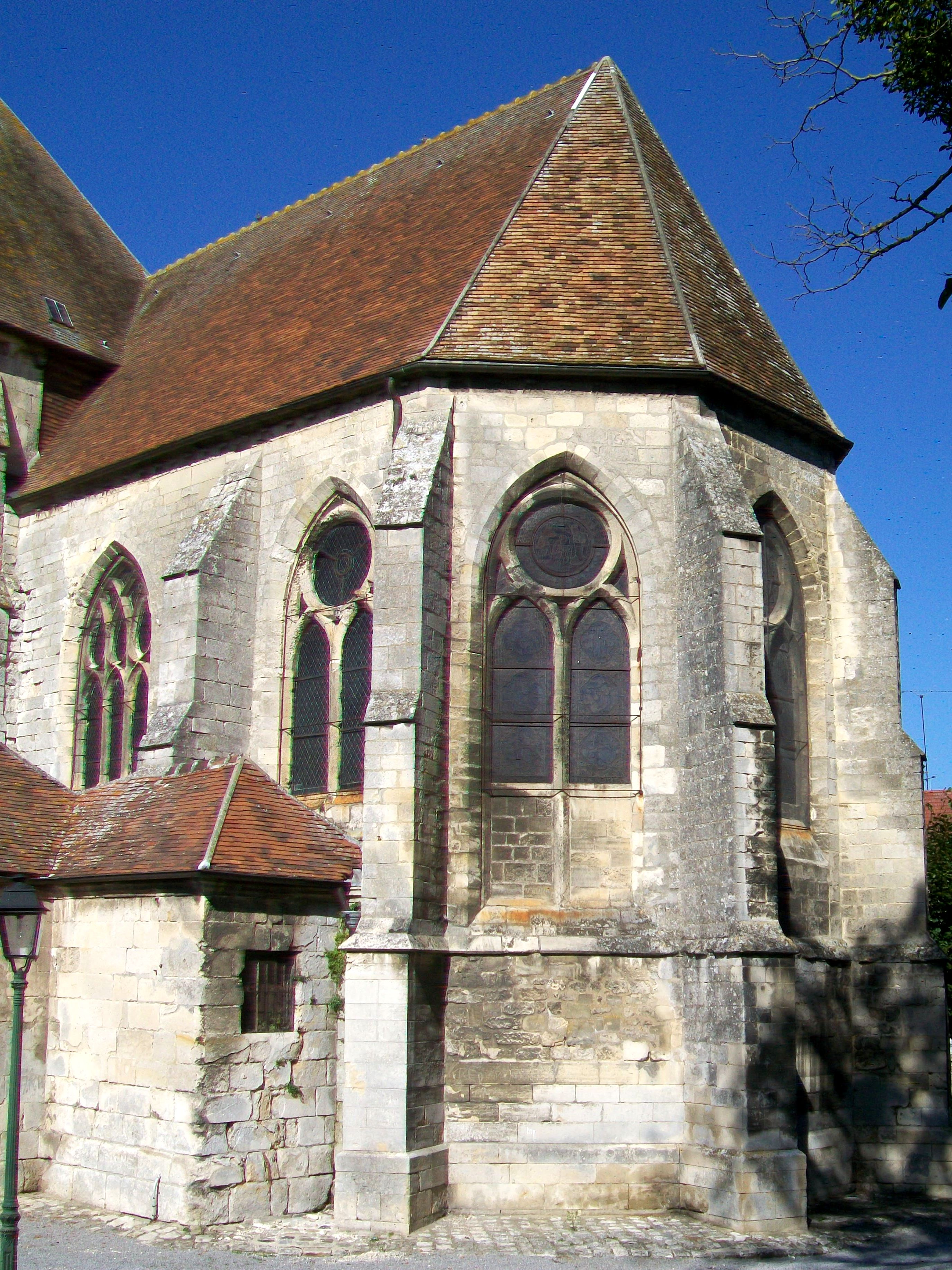
Le chœur gothique rayonnant.

Le portail occidental est cantonné de deux contreforts, dont celui de droite appartient au clocher. Ils contiennent tous les deux une niche à statue vide sous un dais finement ciselé, et le contrefort de gauche est en outre orné d'un pinacle. L'archivolte particulièrement large comporte, à ses extrémités et sur le pilier central, trois autres niches ayant des pinacles comme dais (celui du milieu étant mutilé). Le tympan ajouré d'une baie moderne comporte deux autres niches. Finalement, disposition rare, trois petites niches sont disposées dans la partie supérieure. Les arcatures sont garnies d'une multitude de petites sculptures représentant des têtes et des motifs végétaux. À gauche du portail, une baie entourée d'une ornementation flamboyante très aboutie éclaire le bas-côté nord, rappelant le décor du petit portail en anse de panier aujourd'hui bouchée aménagé au XVIe siècle dans le croisillon sud. - Les faces du clocher haut de 33,2 m sont structurées horizontalement par des larmiers à peu près équidistants. Le rez-de-chaussée comporte une chapelle dont la baie occidentale est bouchée ; le premier et le troisième étage sont aveugles, et le dernier étage est percé de deux baies abat-son en cintre brisé par face. Une échauguette flanque cet étage à l'angle nord-ouest. Les deux cloches en bronze de 1681 et 1755 sont classés au titre des objets depuis 1912, mais seule la plus récente subsiste. Elle porte un petit bas-relief de la Vierge à l'Enfant.

#### Élévations latérales
La nef avec ses deux bas-côtés peut être considérée comme la partie la plus récente de l'église. Elle date de la fin du XVe siècle ou du premier quart du XVIe siècle, et est de style flamboyant comme les voûtes des croisillons, les baies du croisillon nord et celles de la première travée du chœur. Les sommets des murs gouttereaux émergent des toitures, et sont munis de corniches moulurées. Les toits en appentis des bas-côtés prennent appui contre les murs haut de la nef et ne laissent pas de place à des fenêtres. Les bas-côtés sont dépourvus de corniches. Des contreforts à chaperons à l'intersection des travées rythment les murs. Les petits frontons sont décorés de rinceaux au nord seulement, et un larmier présent sur les trois faces se situe un peu en dessous. Les deux contreforts d'angle nord-ouest sont différents car rattachés à la façade occidentale. Ils sont amortis par de petits accolades, et des arcatures plaquées trilobées se détachent sur les gâbles. Des niches à statues sont ménagées dans les contreforts, au décor plus simple qu'au centre de la façade. Chaque travée est pourvue d'une fenêtre en tiers-point, entourée de moulures mais sans remplage. À la suite des seuils des fenêtres, un glacis court le long des murs, et est également présent sur les contreforts. Une petite porte existe dans la dernière travée du bas-côté sud, près du croisillon sud.
Le croisillon nord est épaulé par deux contreforts orthogonaux par angle, qui se terminent par des glacis et sont différents de ceux des bas-côtés. Comme particularité, un contrefort supplémentaire et plus haut que les autres se situe au milieu du mur pignon septentrional, ce qui rappelle Saint-Jean-aux-Bois. La subdivision en deux travées suggérée par cette disposition ne correspond plus à la réalité à l'intérieur. Le mur est percé de deux baies en tiers-point de dimensions identiques. Leurs réseaux flamboyants se distinguent par le nombre de meneaux : un pour l'une, deux pour l'autre. Ils séparent des formes aux têtes trilobées, surmontées par des soufflets et mouchettes. Une baie analogue à trois formes est disposée au milieu du mur oriental, qui possède par ailleurs une corniche de feuilles d'acanthe qui évoque le XIIIe siècle. Cette corniche n'existe pas sur le mur occidental, dont l'ancienneté est toutefois indiquée par l'étroite fenêtre en tiers-point à lancette simple.
Le croisillon sud a exactement les mêmes dimensions que son homologue au nord, auquel il a dû servir de modèle. Il n'a pas de pignon, et ne possède de contreforts qu'aux deux angles. Sandrine Pitteman veut faire remonter ce croisillon à la période romane, mais Dominique Vermand, qui a étudié la quasi-totalité des églises de l'Oise, le date seulement de la fin du XIIe siècle. En effet, aucun élément ne se rattache clairement à la période romane. Certes les fleurs de violette excavées qui forment les cordons au-dessus des arcs des fenêtres sont un motif ornemental qui remonte au second quart du XIIe siècle et à la période romane tardive, mais elles continuent à être utilisées pendant toute la période gothique primitive, et on les voit encore sur le portail de Champagne-sur-Oise un peu avant 1240. Les fenêtres sont d'étroites lancettes simples, dont la hauteur initiale était très importante, ce qui ne cadre pas bien avec le style roman : certes il a assimilé l'arc brisé à sa fin, mais il est plutôt employé pour les baies des clochers et pour les arcades et arcs d'inscription des voûtes à l'intérieur des églises. Deux fenêtres s'ouvraient initialement dans le mur occidental, dont celle au-dessus du bas-côté de la nef est bouchée, et deux fenêtres existent toujours côté est. Au sud, l'on trouve également deux fenêtres, mais l'on reconnaît encore bien une ancienne fenêtre centrale, plus hautes que les autres. Il s'agissait donc d'un triplet, caractéristique du style gothique primitif. De même, les contreforts à ressauts sont bien trop saillants pour être attribués à la période romane. Ils présentent trois retraites à glacis formant larmier, et s'amortissent par un glacis sommital. Du fait du voûtement du croisillon sud à un niveau nettement plus bas que le plafond d'origine, les fenêtres subsistantes ont toutes été raccourcies. Une corniche de modillons sculptés de masques grimaçants couronne les murs latéraux, alors qu'aucune corniche n'existe au sud. Rien de comparable à ce croisillon sud n'existe dans la région, et sa forme ne peut se comprendre qu'en considérant sa fonction de chapelle du palais, qui se développait largement vers l'ouest. Reste à mentionner une petite porte flamboyante en anse de panier tout à gauche du mur méridional, bouchée et très érodée. Elle est entourée de moulures prismatiques et surmontée d'une accolade,.

#### Chevet
Le chevet à pans coupés est empreint du style gothique rayonnant, qui ne se traduit guère que par le remplage des fenêtres de l'abside. Il est constitué de deux lancettes surmontées d'un oculus rond, comme au chevet de Notre-Dame de Paris, ce qui permet une datation entre 1260 et la fin du XIIIe siècle. Les meneaux sont simplement chanfreinés, comme à Villers-Saint-Frambourg, au lieu d'être doublés par de colonnettes à chapiteaux. On est loin de l'élégance du chœur de l'église de Trumilly, dont il faut reconnaître qu'elle est rarement égalée. Les registres inférieurs sont bouchés du fait de leur obturation par les boiseries revêtant l'intérieur du chœur depuis le XVIIIe siècle. Les remplages des baies de la première travée du chœur avec des soufflets et mouchettes indiquent le style gothique flamboyant, et ne sont donc plus d'origine. Tout comme sur les murs latéraux du croisillon nord, les murs sont couronnés par une corniche de feuilles d'acanthe, qui est mal visible car se situant derrière la gouttière. Du fait que le mur oriental du croisillon nord englobe un contrefort du chœur, il doit être postérieur à ce dernier,.

### Intérieur

#### Nef et bas-côtés

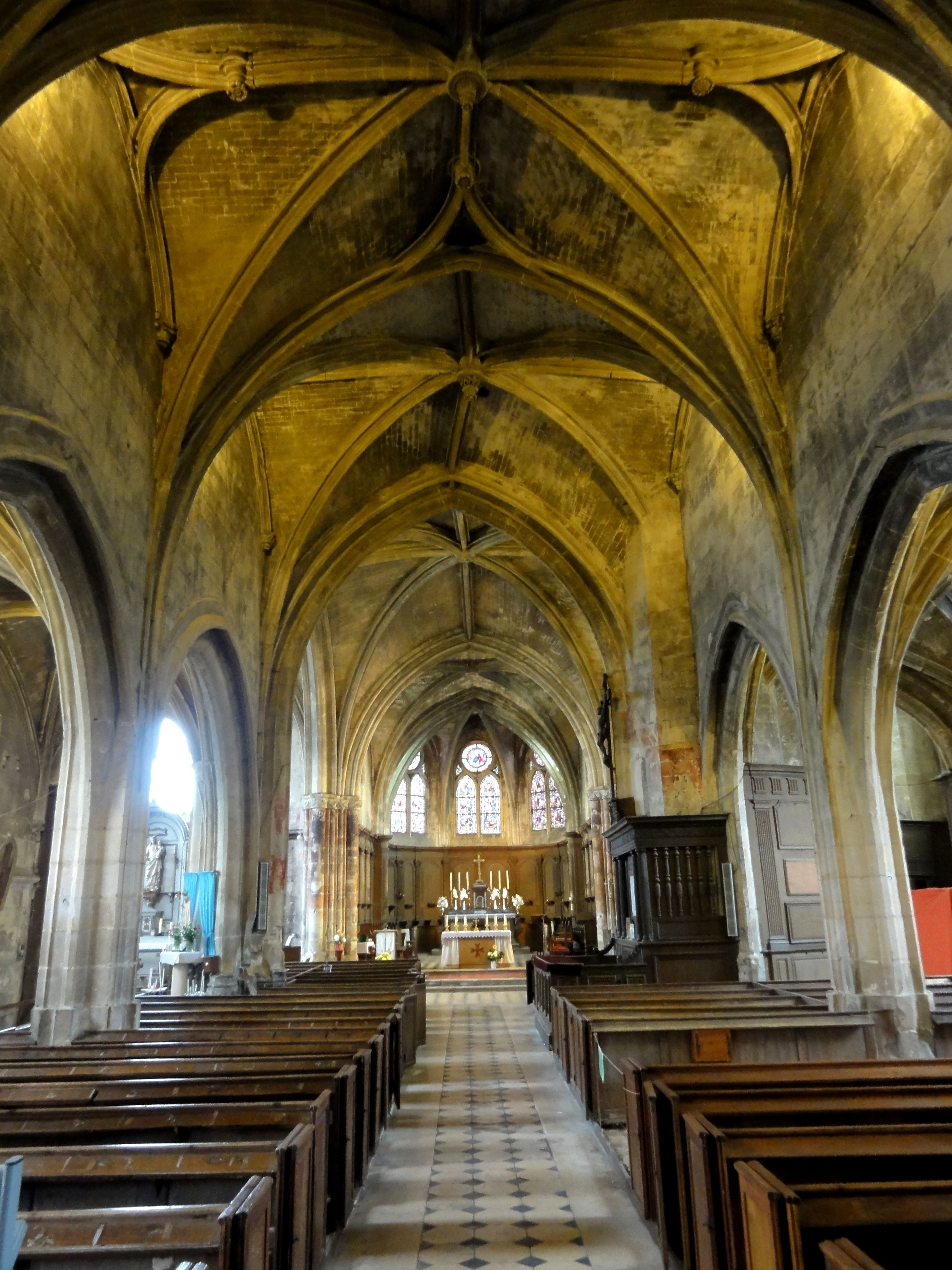
Nef, vue vers l'est.

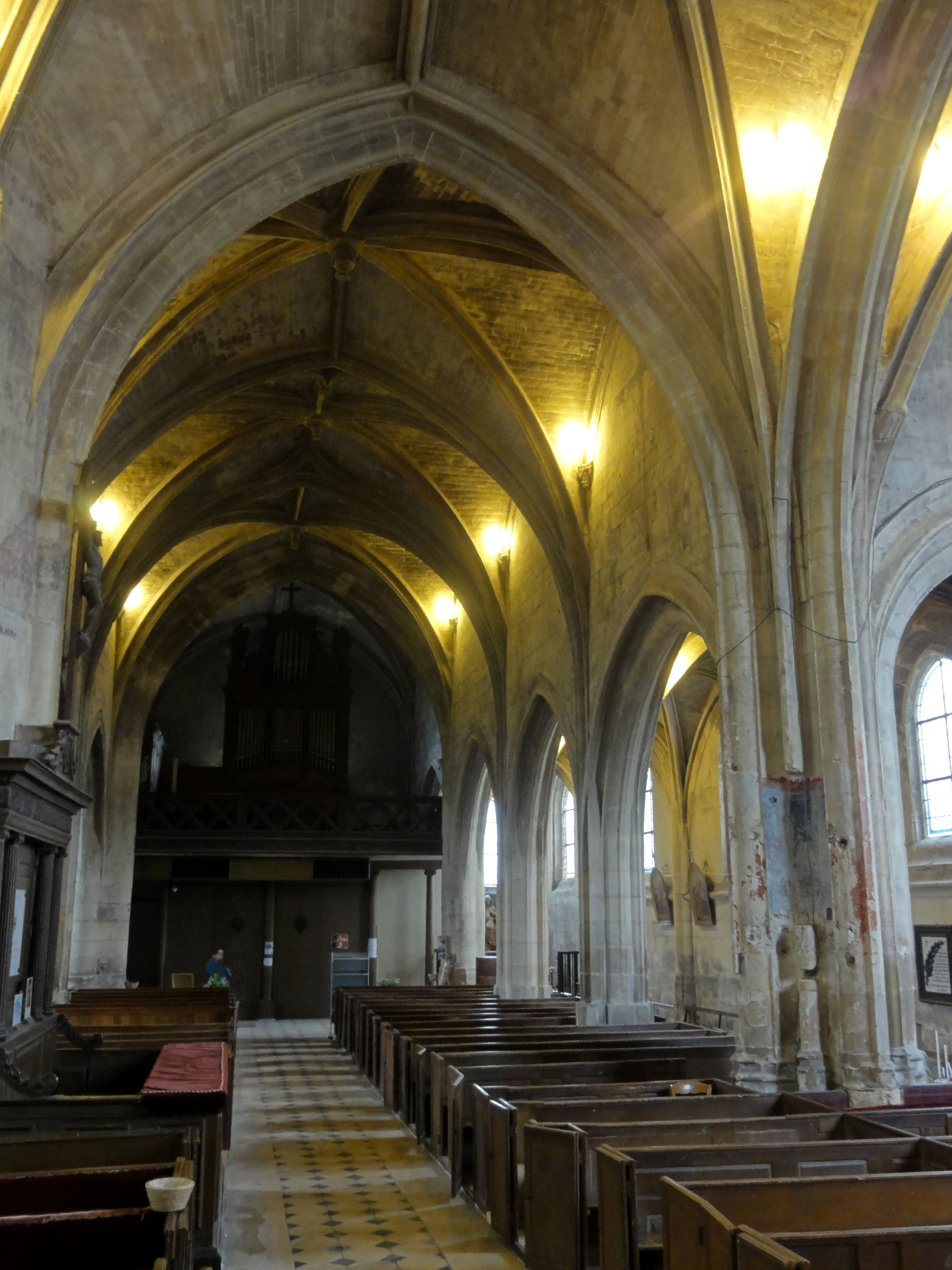
Nef, vue vers l'ouest.

La nef et tout le vaisseau central paraissent trapus, en raison d'une hauteur à la retombée des voûtes qui ne dépasse pas la largeur. La nef en particulier est assez obscure, car l'absence de fenêtres hautes n'est pas compensée par des fenêtres des bas-côtés de dimensions généreuses. En plus, les murs hauts sont sensiblement noircis et ne reflètent guère plus la lumière. En effet, l'élancement et la luminosité ne sont pas recherchés par les architectes de la période flamboyante, qui fait suite à la période sombre de la guerre de Cent Ans. L'espace sombre au-dessus des fidèles est censé favoriser le recueillement et symboliser les incertitudes qui pèsent sur l'au-delà ; Dieu n'est plus assimilé à la lumière comme à la période rayonnante. La nef communique avec les bas-côtés par quatre grandes arcades brisées largement ouvertes, qui ne sont pas toutes identiques. En premier lieu, il convient de signaler la tourelle d'escalier angulaire assimilée à la pile sud-est de la croisée du transept, à la fin des grandes arcades du sud. La quatrième et la troisième grandes arcades adoptent une mouluration originale, où un profond cavet sépare les deux gorges de la face orientée vers la nef. La nervure prismatique qui correspond à l'ogive transpercent la gorge supérieure de façon bien visible, grâce au cavet, puis retombe jusqu'au sol. Cette particularité n'existe pas sur les faces des arcades orientées vers les bas-côtés. Ici comme ailleurs dans la nef et les bas-côtés, s'applique aussi le principe des nervures prismatiques pénétrantes, et les chapiteaux font entièrement défaut. Sauf sur les premiers piliers à l'ouest, les ogives et doubleaux retombants se fondent dans les murs et se poursuivent comme renflements sur les murs, puis sur les piliers, auxquels ils donnent leur forme complexe et angulaire. Les premiers piliers à l'ouest sont ondulés, et correspondent à un second type de support très répandu à la Renaissance. Le plan ondulé s'adapte bien aux piliers de fort diamètre, et son emploi semble motivé par la présence de la pile nord-est du clocher entre la première et la seconde travée au sud. On peut faire la même observation dans les églises de Méry-sur-Oise et Survilliers, par exemple. En face, au nord, l'architecte a opté pour le même type de support dans un souci de cohérence. Un doubleau particulièrement fort relie ces deux piliers ondulés, et sert à contrebuter le clocher.
Il est à noter que la chapelle sous la base du clocher est séparée du reste de l'église par une cloison en lattes de bois, et que la tribune d'orgue occupe la majeure partie de la première travée. Elle obstrue aussi la fenêtre du tympan du portail occidental, de sorte que le jour ne peut plus entrer nulle part dans la nef. — Pour venir au voûtement de la nef, l'on trouve des croisées d'ogives avec quatre liernes supplémentaire, ce qui donne huit nervures rayonnant autour d'une clé de voûte centrale. Contrairement à la pratique générale, les liernes n'influencent pas la forme des voûtes ; elles suivent ses lignes de faîte qui sont parfaitement horizontales. Le profil des nervures des voûtes est très proche de celui des croisillons. La troisième travée possède la seule voûte à liernes et tiercerons de l'église, nervures décoratives formant un genre d'étoile. Ici, les tiercerons ne sont pas droits, mais en quart-de-cercle. Ceux situés au nord et au sud se fondent dans les formerets, qui contrairement aux autres nervures ne sont pas pénétrants, mais sont reçus par de petits culs-de-lampe un peu au-dessus de la retombée des ogives. Dans la première travée de la nef au revers de la façade, ils sont influencés par la Renaissance et représentent des têtes d'anges tenant dans leur bouche une guirlande, motif repris par les clés de voûte des bas-côtés. Ceux-ci se distinguent par leur largeur. Celui du nord ne permet qu'une utilisation comme couloir de dégagement, et la première travée accueille la chapelle des fonts baptismaux. Les bancs de fidèles anciens de la nef, faits sur mesure, font incursion dans le bas-côté sud. L'inconvénient ici est que la vue bute sur la tourelle d'escalier. Les restes d'un retable de bois sont visibles sur sa face sud-ouest. — Vu la période de la nef, une comparaison avec les autres églises flamboyantes des environs s'impose. L'église de Verberie n'atteint pas l'élégance sobre de celles de Baron, Fresnoy-la-Rivière, Pont-Sainte-Maxence ou Verneuil-en-Halatte, stylistiquement proches mais aux proportions plus heureuses.

#### Orgue de tribune
Depuis 1890, un orgue de tribune provenant du château d'Aramont (sur la même commune) et confectionné en 1843 par la maison Cavaillé-Coll est installé sur la tribune. Cet instrument remplace l'orgue provenant du prieuré de Longpré installé après la Révolution française, et a été classé monument historique au titre objet en 1989. C'est l'unique élément du mobilier de l'église qui est protégé au titre des monuments historiques.

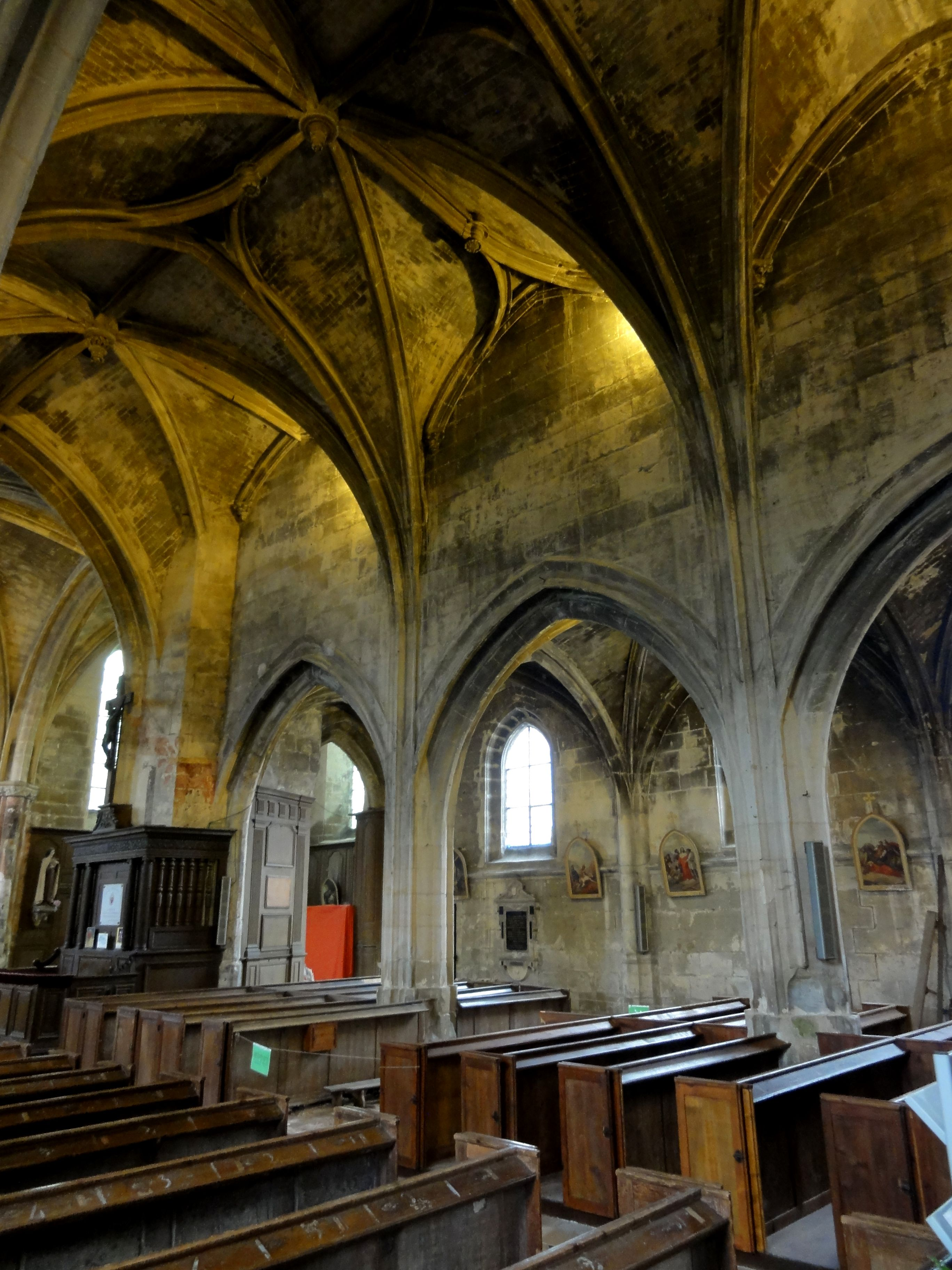
Nef, élévation sud.
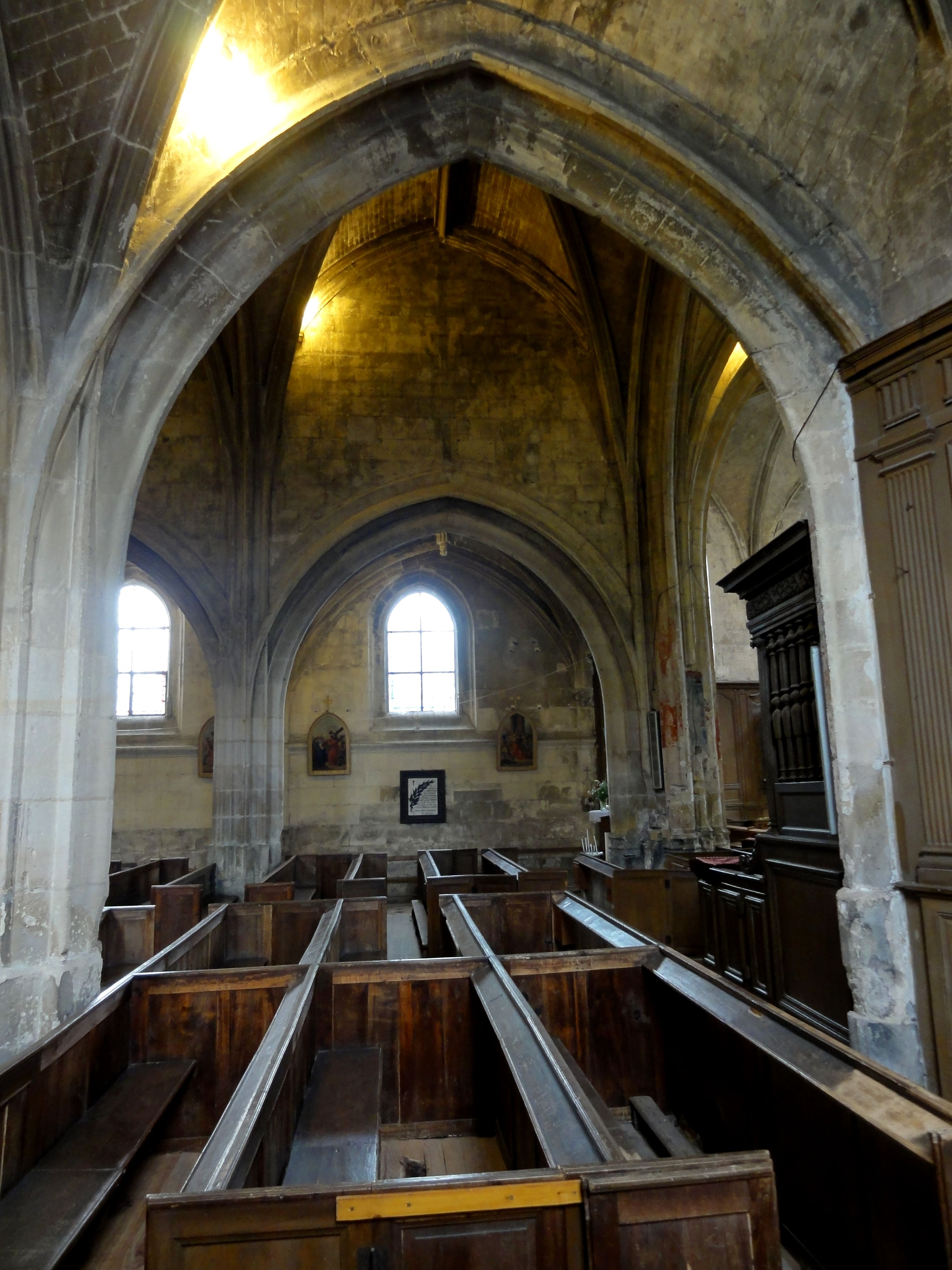
Vue par la 4e grande arcade du sud.
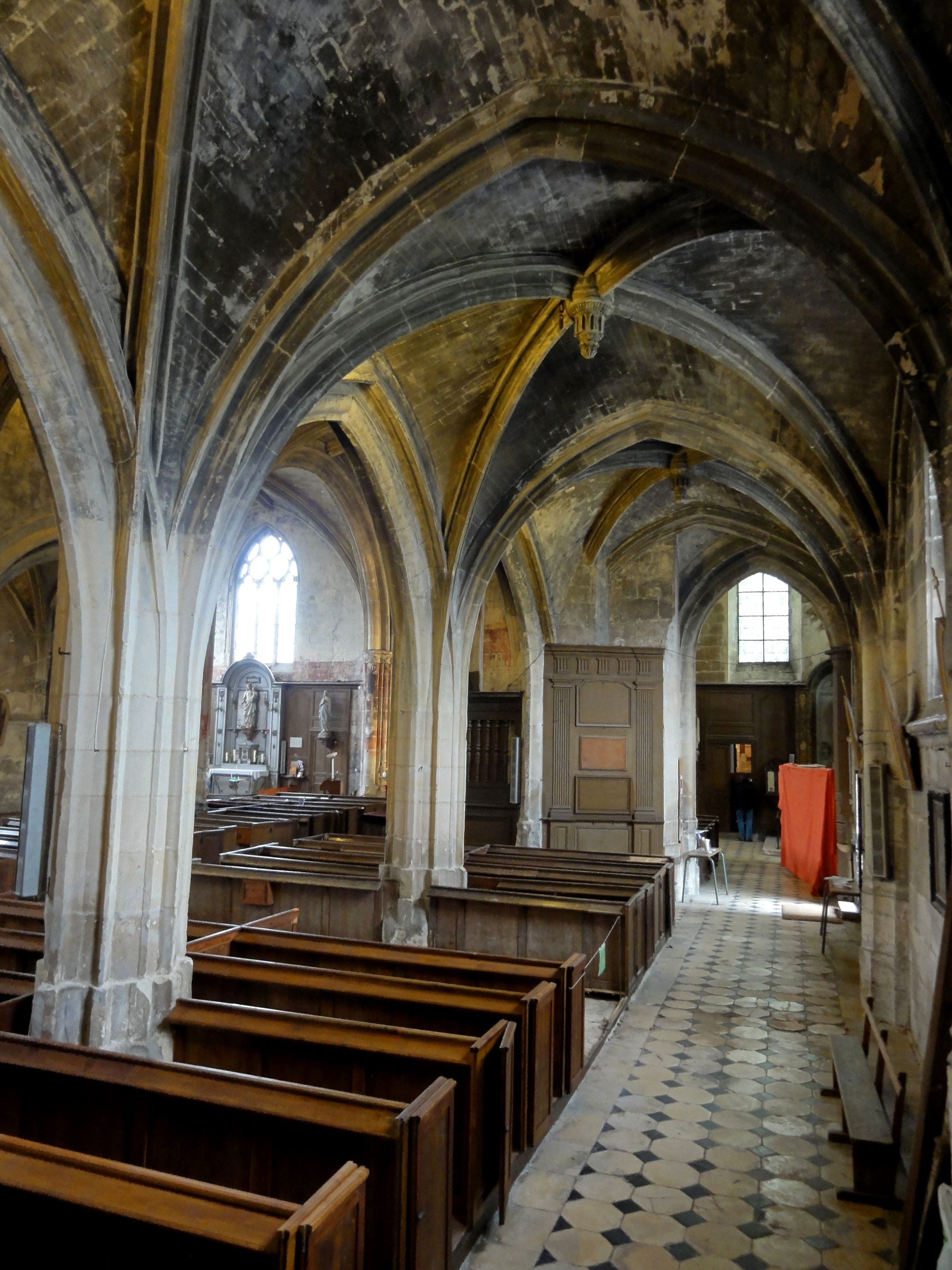
Bas-côté sud, vue vers l'est.
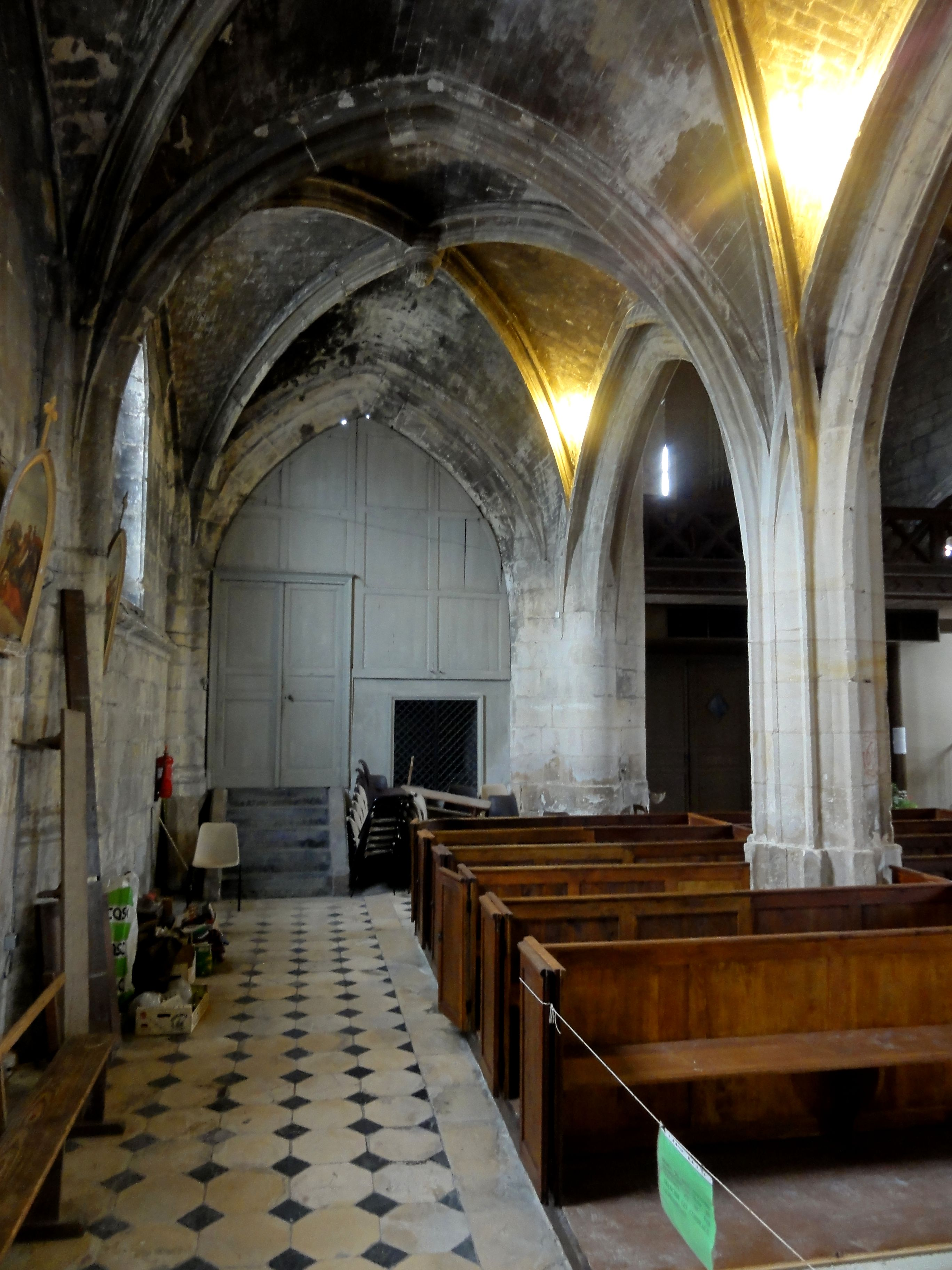
Bas-côté sud, vue vers l'ouest.
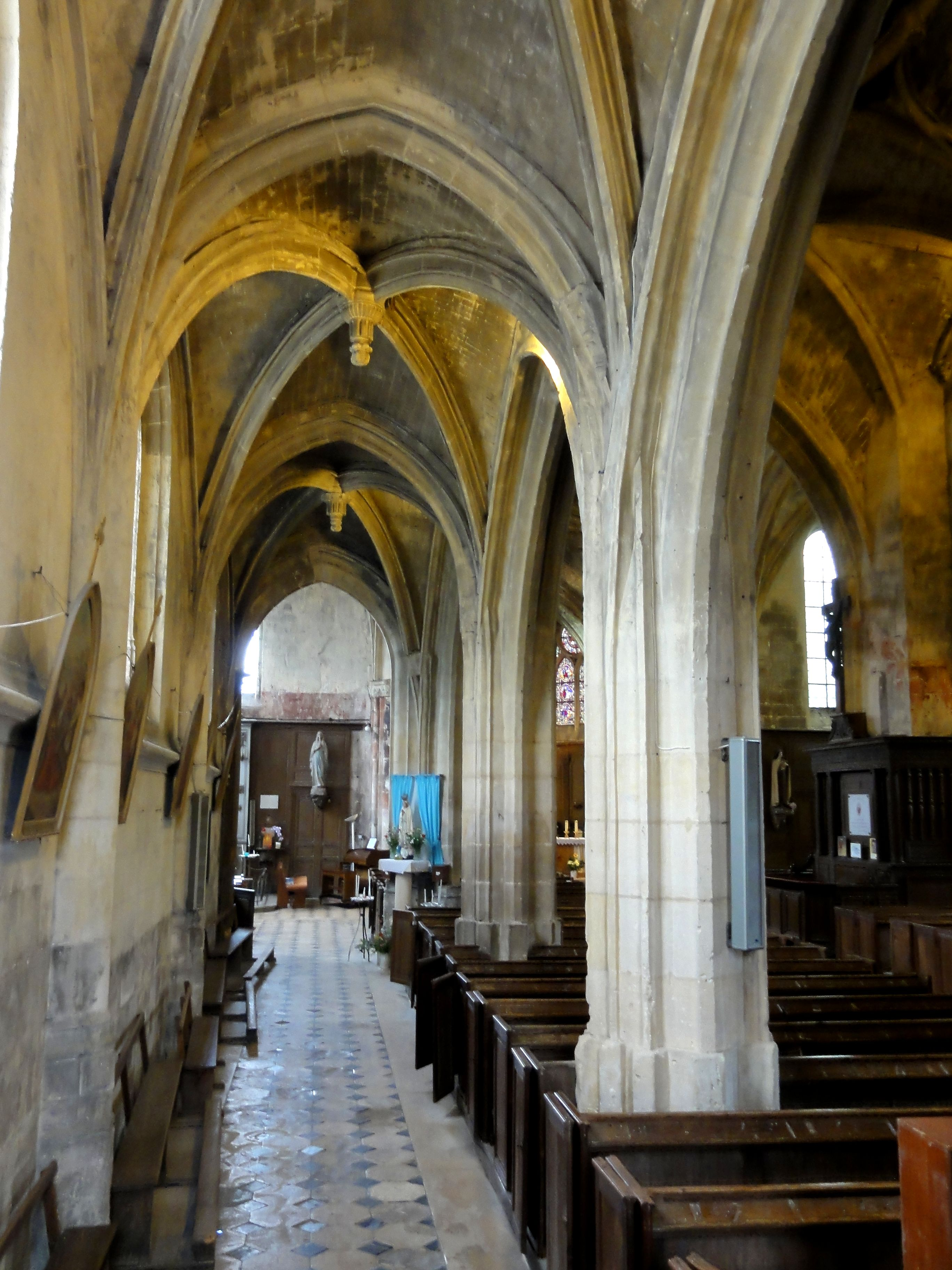
Bas-côté nord, vue vers l'est.
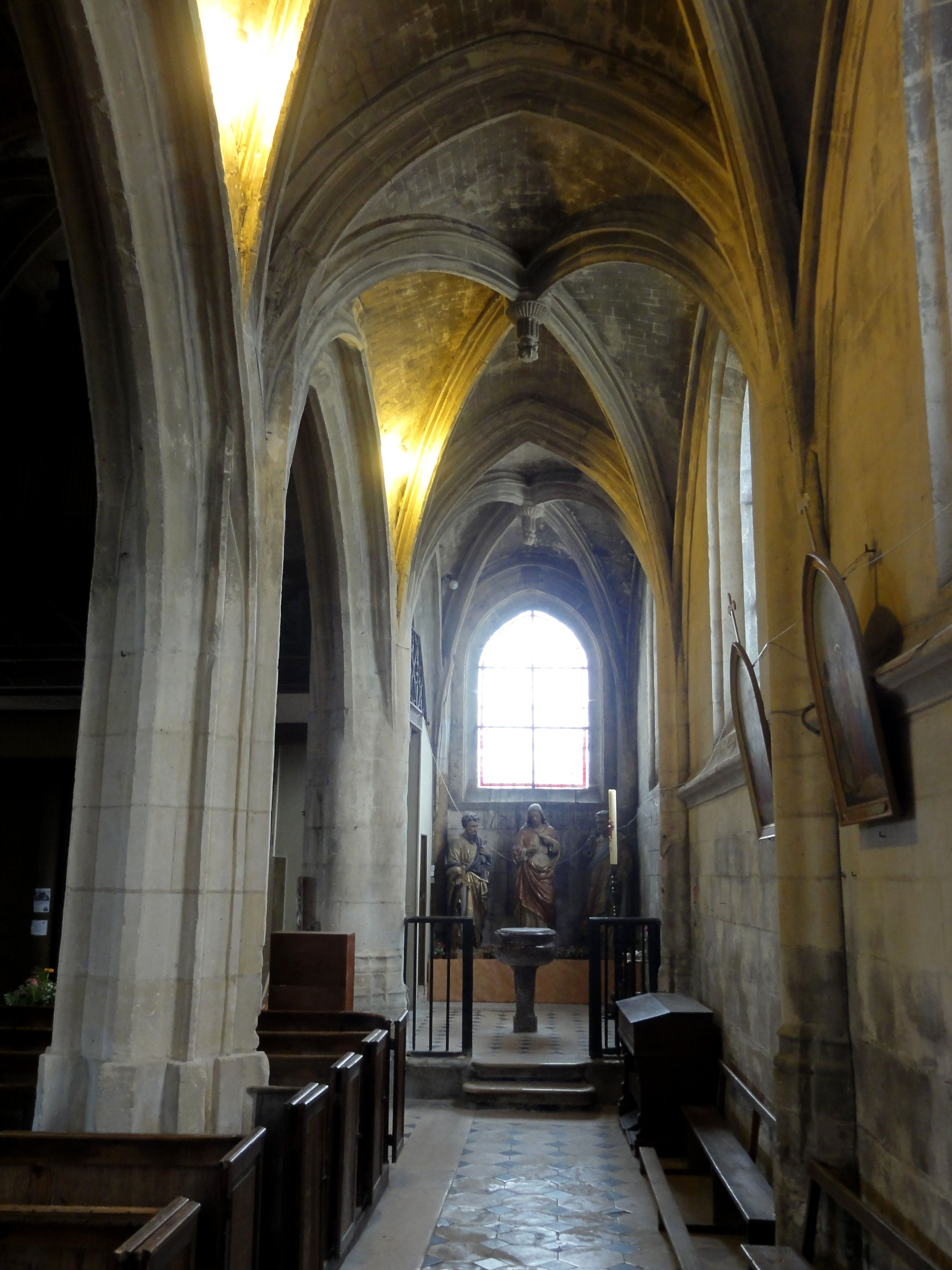
Bas-côté nord, vue vers l'ouest.

#### Transept

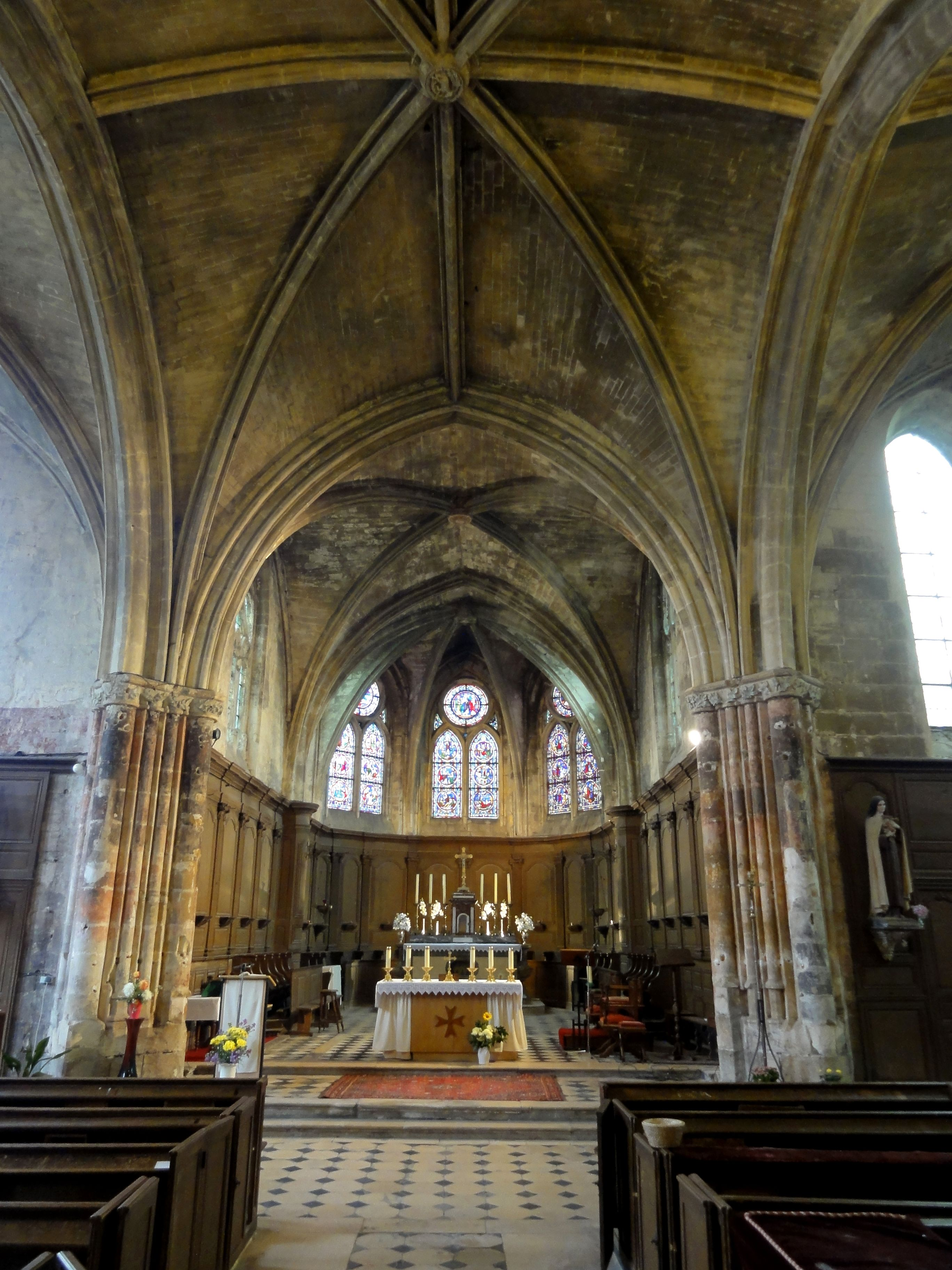
Croisée, vue vers l'est.

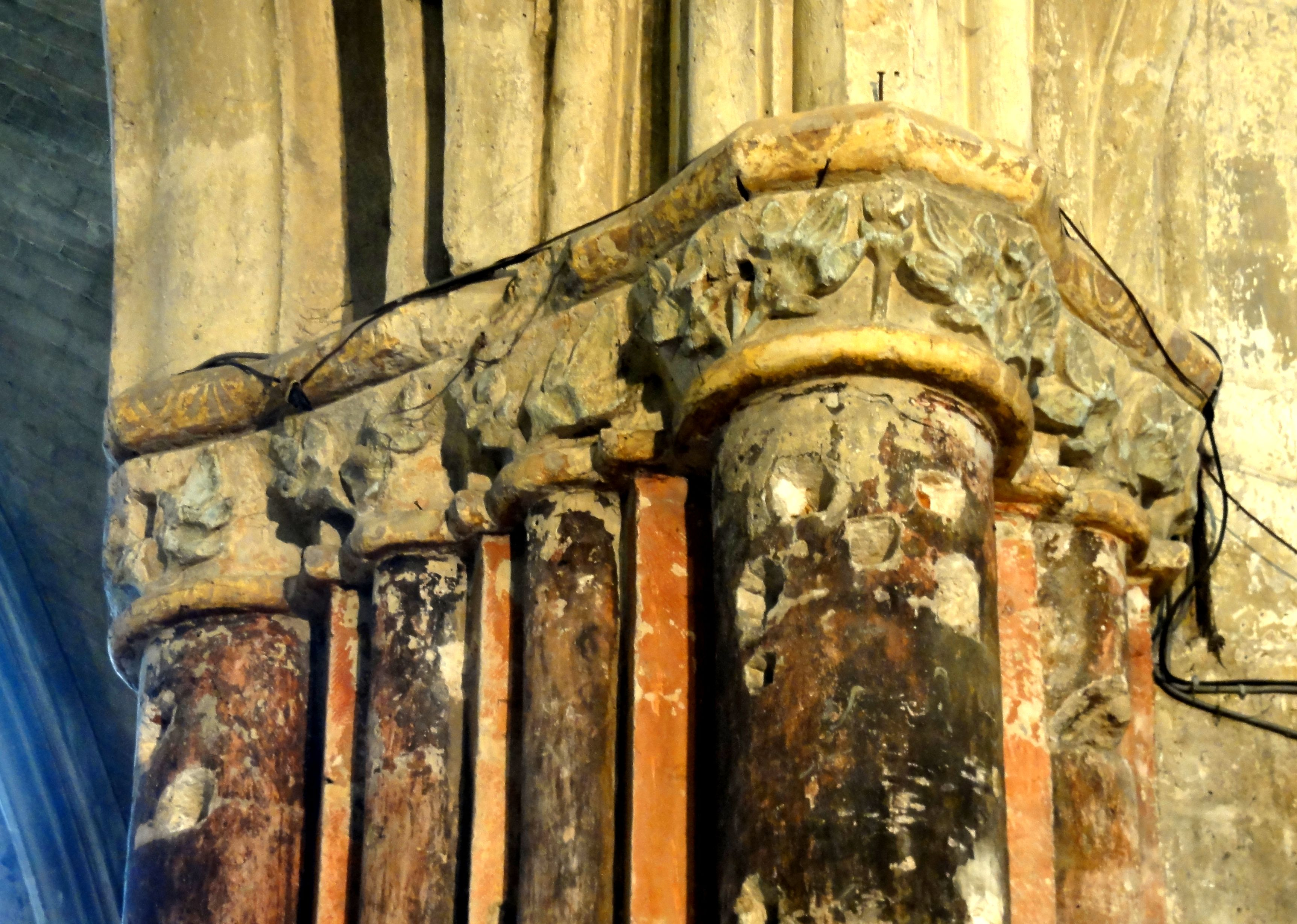
Chapiteaux au nord-est.

Un transept adopte généralement la largeur du vaisseau central, mais dans l'église Saint-Pierre de Verberie, il est plus large, ce qui n'est pas favorable à l'esthétique, car la hauteur ne suit pas. La différence de largeur se constate sur le tracé des quatre doubleaux qui délimitent la croisée, et qui sont en tiers-point dans l'axe de l'édifice, mais presque en plein cintre vers les croisillons. Dans les extrémités des croisillons, la retombée des voûtes s'effectue en plus à un niveau plus bas qu'autour de la croisée du transept. Les chapiteaux qui existent exceptionnellement sur les deux piles orientales, à l'entrée du chœur, et les boiseries qui habillent les parties inférieures des murs des croisillons, permettent de constater cette différence. Le caractère des croisillons est par ailleurs largement déterminé par les boiseries du XVIIIe siècle, qui sont dans un mauvais état de conservation, et assorties aux retables des deux autels des croisillons. Elles ont été démontées sur les piles de la croisée, où elles ne laissent heureusement peu de traces.
L'arc triomphal ouvrant dans le chœur peut être daté, par ses chapiteaux et ses bases, de la fin du XIIIe siècle ou du début du XIVe siècle, période de construction du croisillon nord. Son profil est d'un gros tore en profil d'amande entre deux baguettes, et il est précédé d'un doubleau secondaire torique. Les chapiteaux sont décorés de feuilles mouvantes, motif qui ne parait plus dans la région après le début du XIVe siècle. Il n'y a pas de concordance exacte avec les supports. Les piles orientales supportant l'arc triomphal ont un noyau cruciforme comportant deux ressauts dans chaque angle, destinés à loger les colonnettes engagées recevant les ogives et les doubleaux secondaires, alors que des colonnettes nettement plus fortes sont réservées aux doubleaux principaux. — Les trois autres doubleaux de la croisée sont stylistiquement proches des grandes arcades de la nef, et présentent un gros tore ondulé garni d'un filet en dessous, encadré par deux profonds cavets qui le séparent des gorges qui forment comme des archivoltes supérieures de chaque côté. Au nord et au sud, les doubleaux d'origine devaient être moins larges, car les piles orientales ne comportent pas de colonnettes réservées à des doubleaux secondaires de ce côté. Maintenant ces doubleaux utilisent aussi les colonnettes réservées initialement aux ogives, qui retombent donc sur le ressaut des piles entre les deux colonnettes.
Les deux croisillons se distinguent essentiellement par les fenêtres. Elles sont non décorées et profondément ébrasées au sud, alors que les baies du croisillon nord conservent partiellement lors archivoltes toriques, retombant sur de très fines colonnettes aux chapiteaux sculptés de feuillages. Ces vestiges montrent bien que le croisillon nord date de la période rayonnante, ce qui est confirmé par la date de consécration de la chapelle de la Vierge, qui occupe une partie du croisillon. Les meneaux des réseaux flamboyants ont des bases soigneusement taillées propres à la fin du XVe siècle. L'arcade vers le bas-côté nord est analogue aux grandes arcades, mais nécessairement moins large. Ici un minuscule clocheton en bas-relief se profile dans le prolongement du piédroit droit de l'arcade, détail admirable que l'on ne trouve pas ailleurs dans l'église. Au sud, l'arcade vers le bas-côté sud n'est pas plus large, car la tourelle d'escalier ne le permet pas. Celle-ci est percée de deux fenêtres en forme de meurtrière sur la face sud-est, dont l'une s'insère entre une ogive et un doubleau. En bas, la porte s'ouvre sous un linteau mouluré surmontée de deux demi-accolades reliées par un plein cintre. Quant aux voûtes des croisillons, elles se rapprochent de celles de la nef, mais du côté des extrémités nord et sud du transept, la lierne est remplacée par une cinquième branche d'ogive, ce qui évoque les voûtes sexpartites. Au nord, une voûte sexpartite proprement dite a pu exister, comme à Fresnoy-la-Rivière, Saint-Jean-aux-Bois et Thury-en-Valois. Dominique Vermand suppose une voûte sexpartite pour le croisillon sud, sans évoquer la question de la fenêtre centrale bouchée, qui aurait été en partie obturée par les supports de la voûte. Sandrine Pitteman estime que les voûtes initiales du croisillon sud ne remontent qu'au XIIIe siècle. Il aurait donc été simplement plafonné au départ, et la fenêtre médiane aurait été bouchée quelques décennies après la construction,.

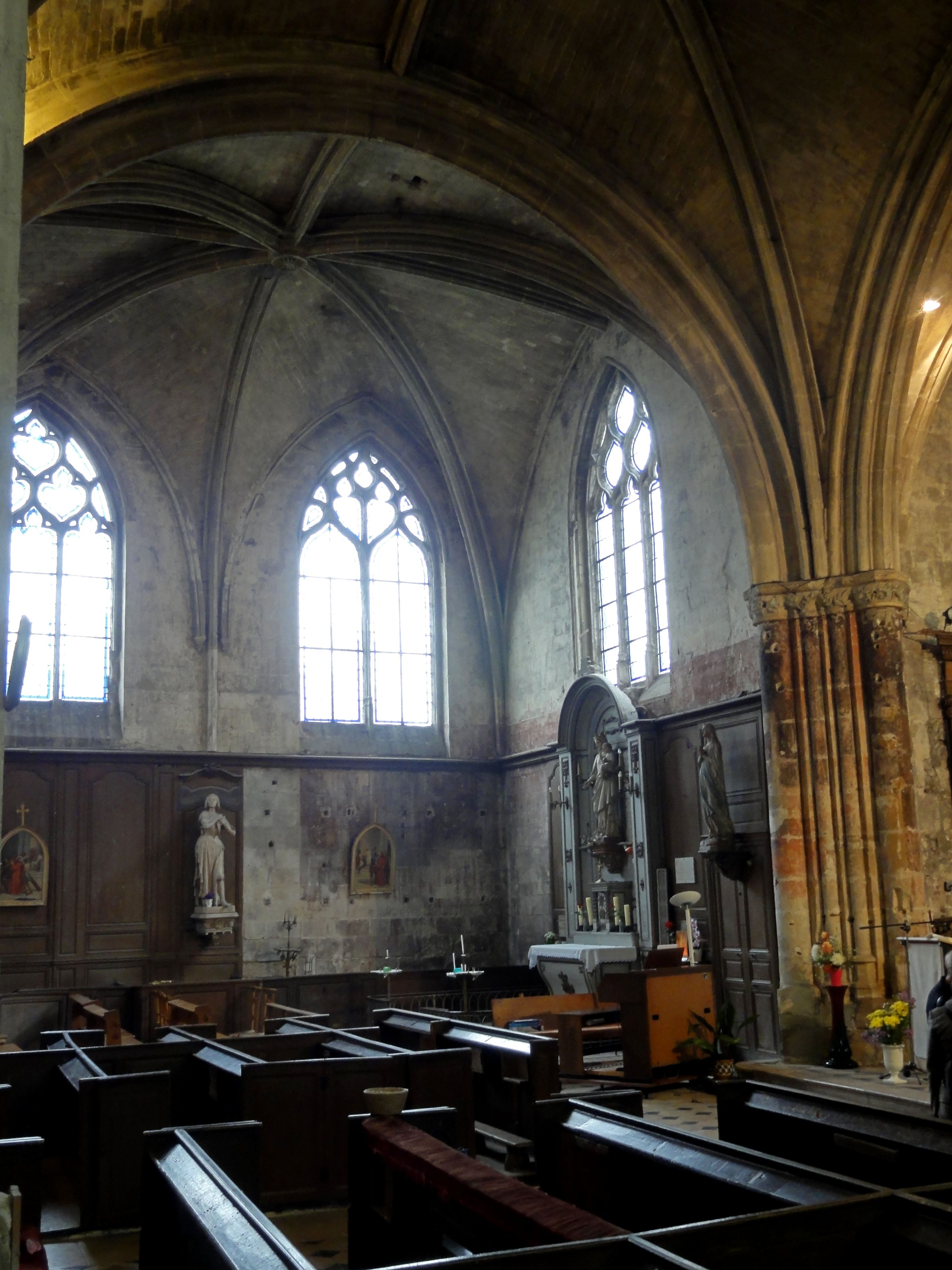
Vue dans le croisillon nord.
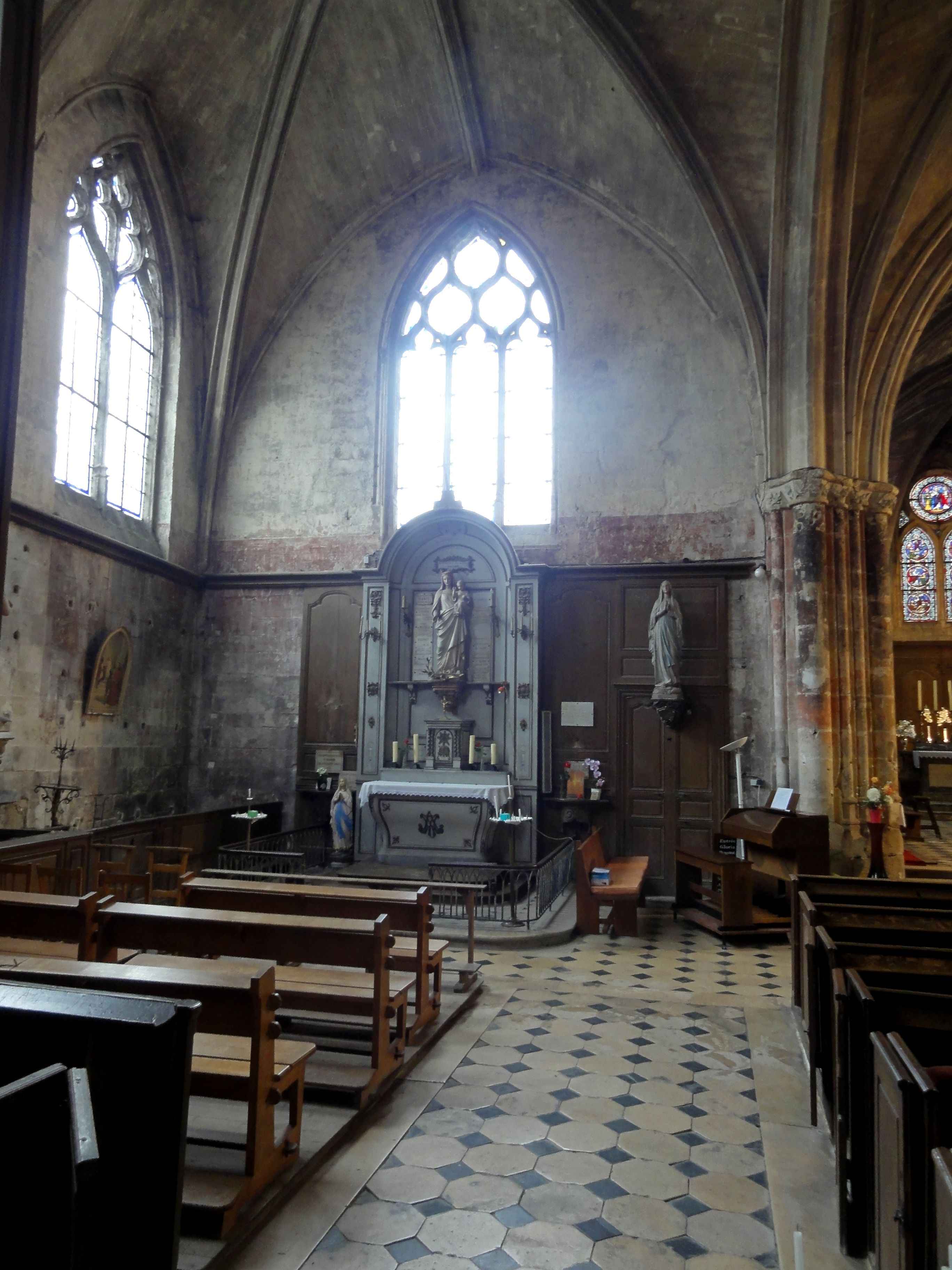
Croisillon nord.
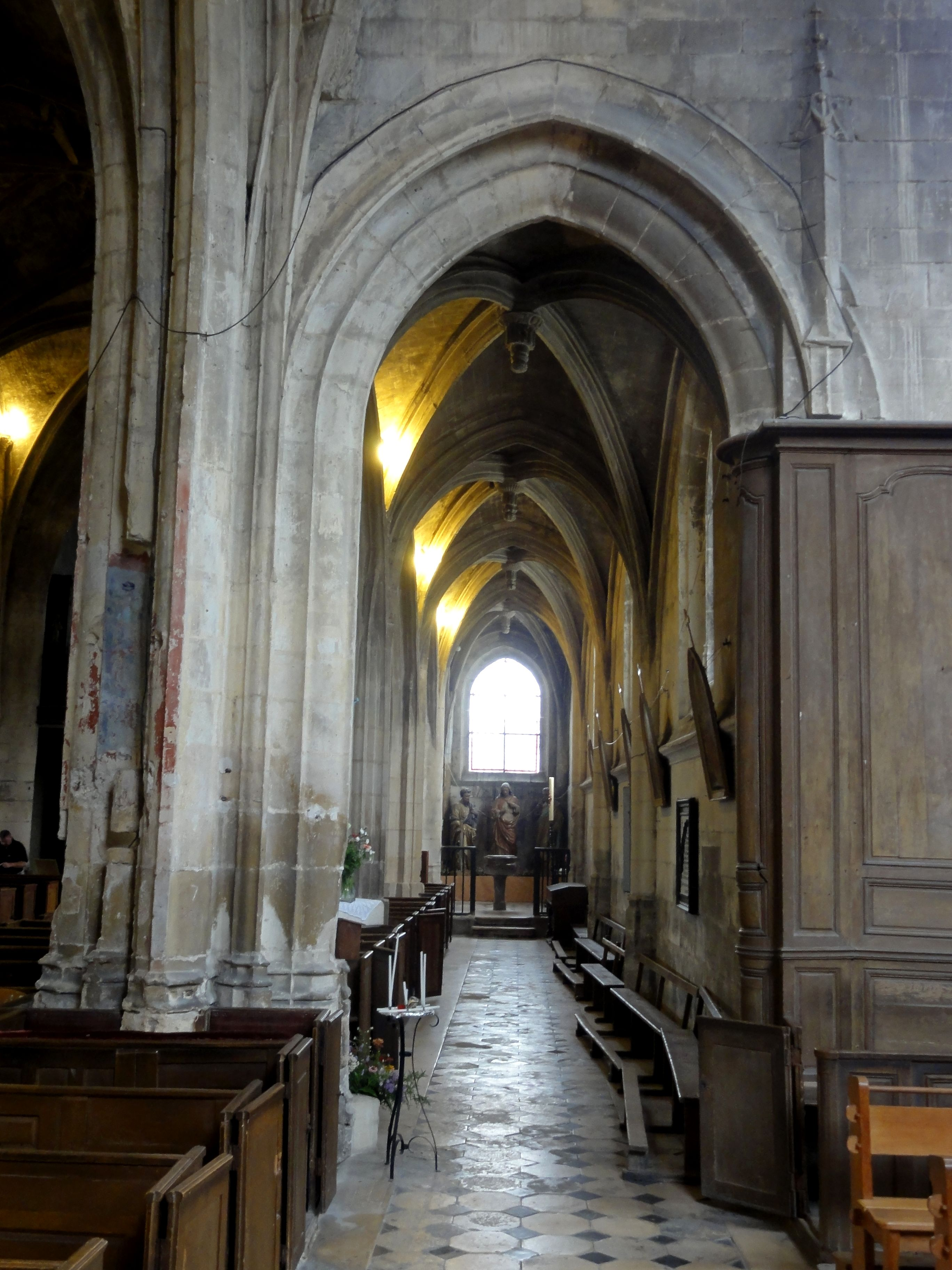
Arcade vers le bas-côté nord.
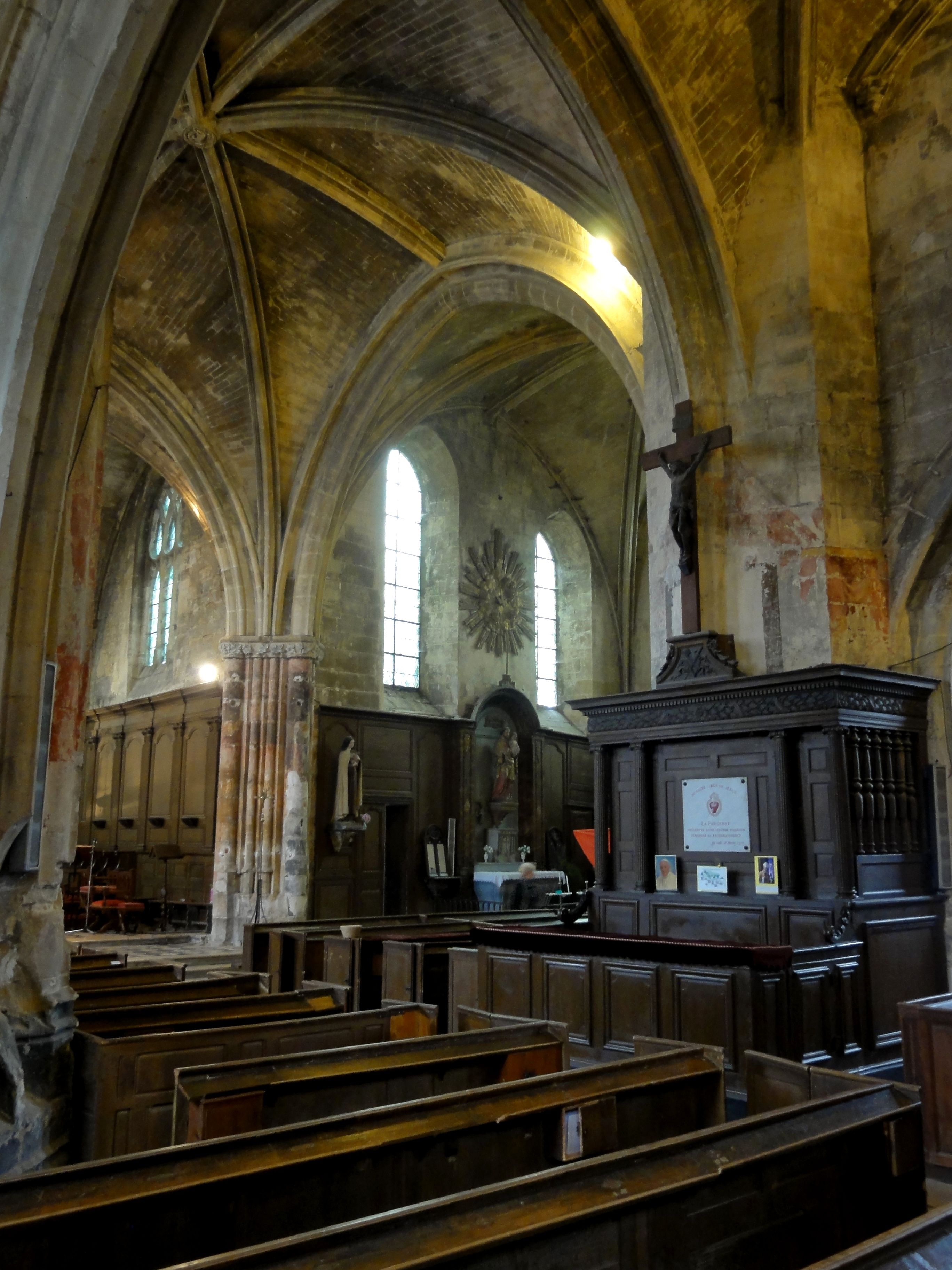
Nef, vue vers le sud-est.
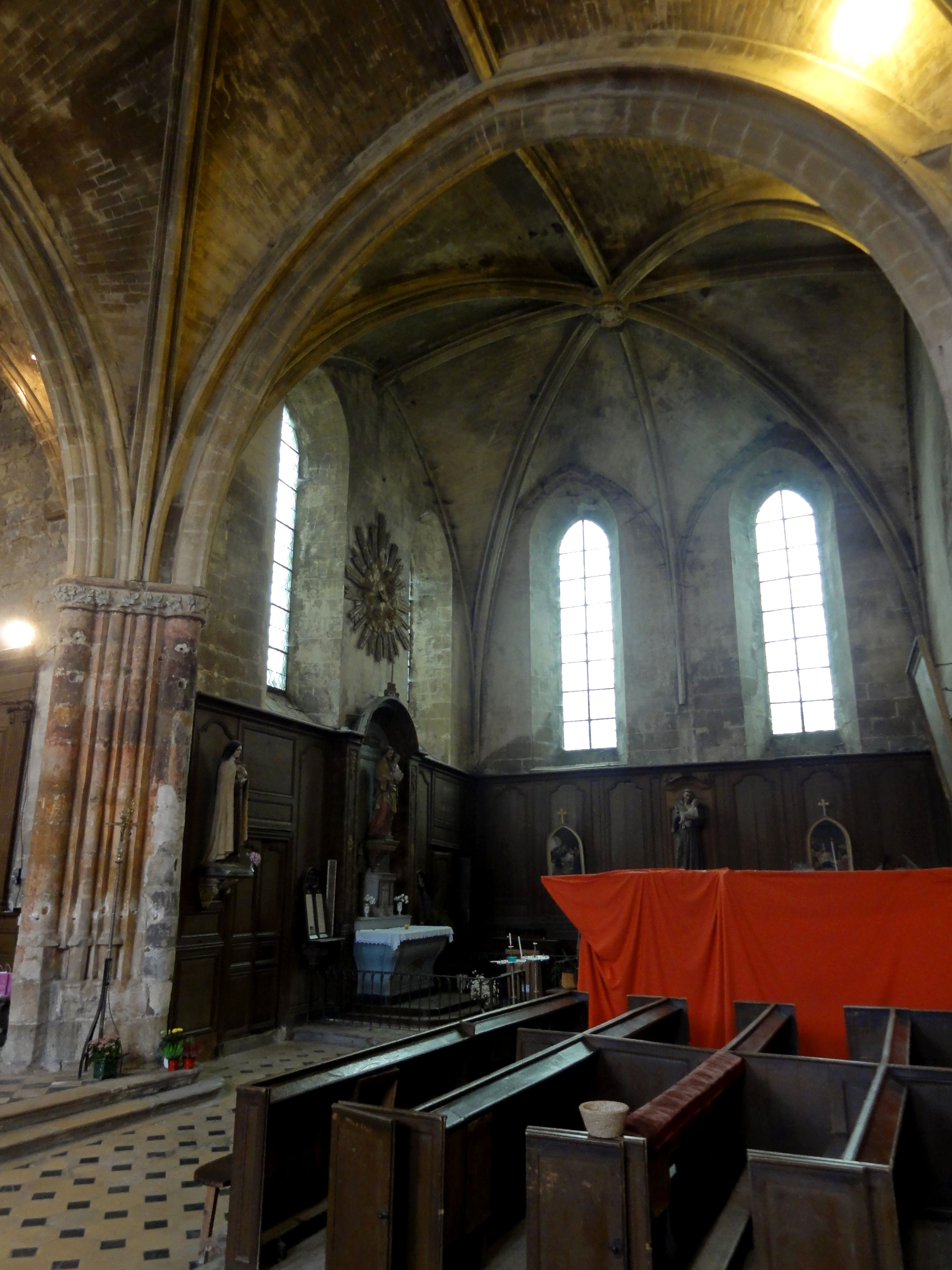
Vue dans le croisillon sud.
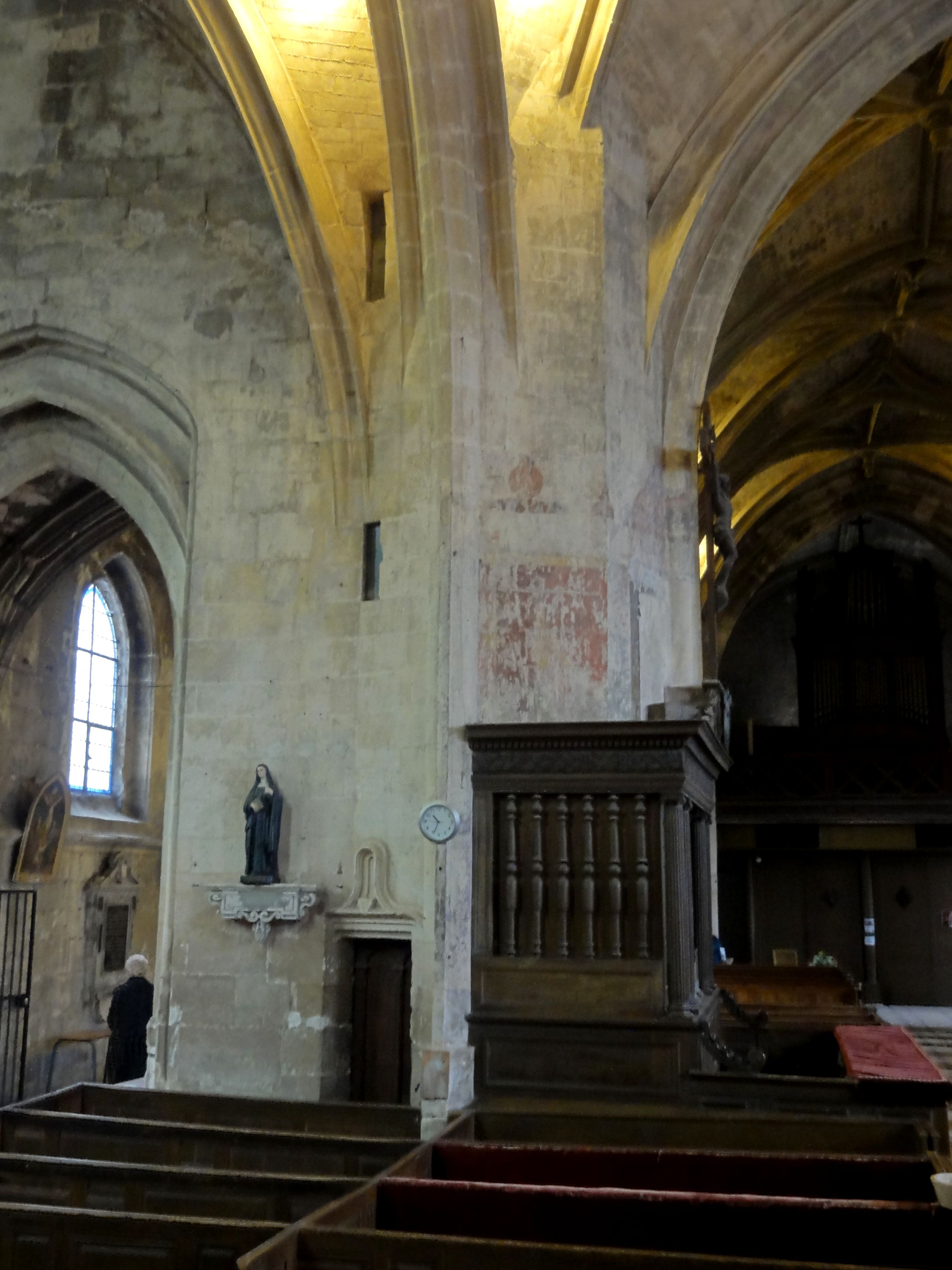
Tourelle d'escalier.

#### Chœur

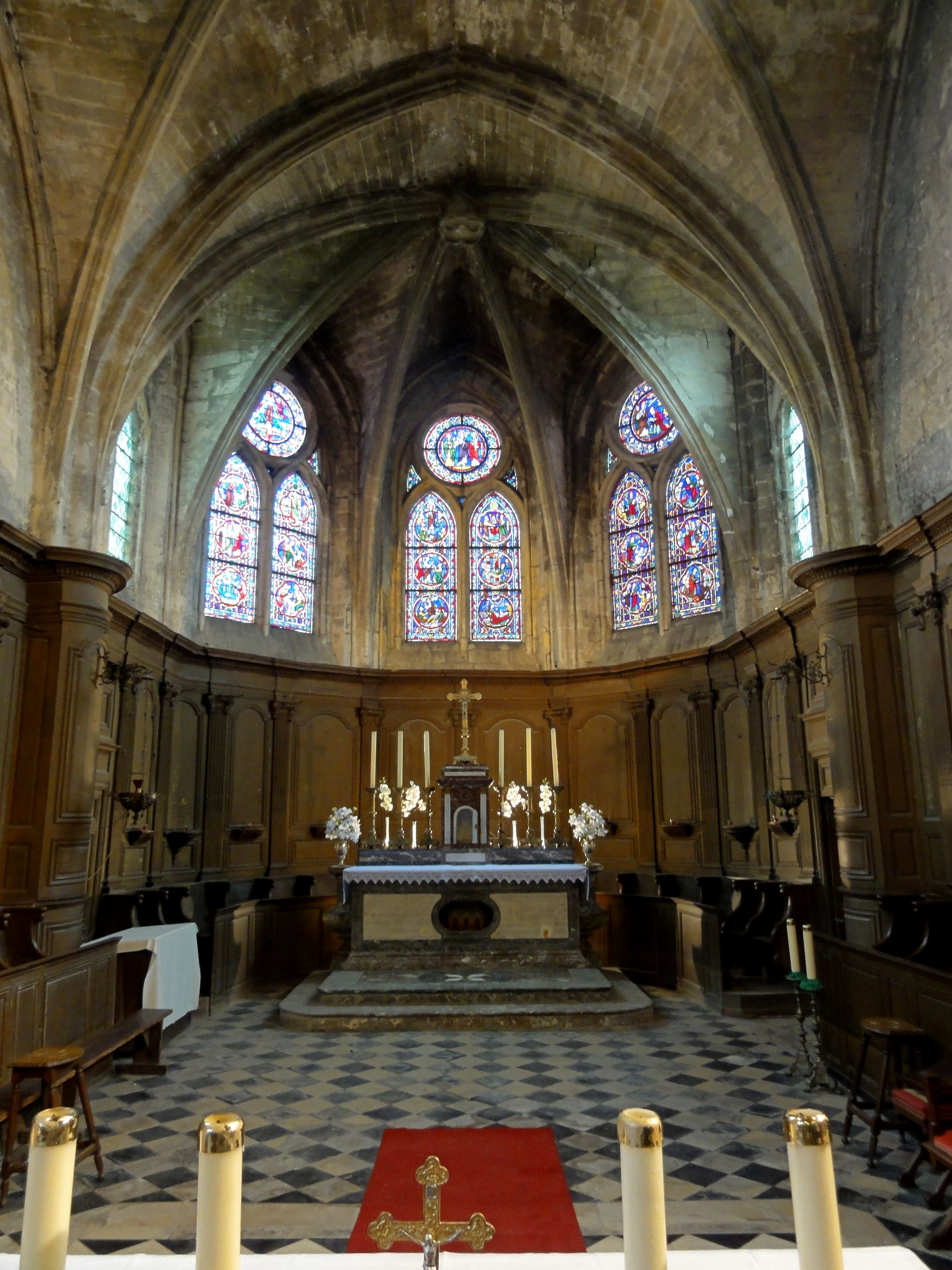
Chœur, 1ère travée, vue vers l'est.

Le chœur est assez profond et spacieux ; il mesure environ 8,00 m de large et 12,80 m de long. En dépit de son époque, il est aussi bas que la nef et a l'air trapu, comme dans les petites églises villageoises, telles que Néry ou Villers-Saint-Frambourg. En effet, l'église Saint-Pierre ne reflète pas l'importance du bourg dans le passé, contrairement à celle, aujourd'hui située dans la même paroisse, de Béthisy-Saint-Pierre. L'esprit de l'architecture rayonnante d'origine reste encore plus présent que dans le croisillon nord, d'une trentaine d'années plus récent. Contrairement à l'extérieur, les remplages des fenêtres de l'abside sont dédoublés par des colonnettes et tores, et parfois les meneaux portent encore de petits chapiteaux. Dans la première travée, les réseaux sont toutefois flamboyants, comme au nord et à l'est du croisillon nord ; la qualité de ces réseaux n'a pas à envier celle des fenêtres de l'abside. Les voûtes ont été restaurées après la guerre de Cent Ans et Sandrine Pitteman souligne que le profil des ogives est très différent de ce que l'on voit ailleurs dans l'église. Elle suppose que ces ogives datent du XVe siècle, et la pénétration des nervures dans les piliers engagés du doubleau intermédiaire prouve effectivement un remaniement à la période flamboyante. Or, le profil des ogives, mal visible en raison de la saleté du plafond, est d'un tore aminci garni d'un filet, séparé d'un bandeau au fond par deux gorges ménagées dans les faces latérales. Ce profil renvoie à la période rayonnante, et si les voûtains ont bien pu être refaits au XVe siècle, les ogives et le doubleau intermédiaire ont été maintenus, avec tout au plus le remplacement des claveaux abîmés. Dans l'abside, les étroits pans sont presque entièrement vitrés dans leur partie supérieure. La retombée des ogives s'effectue au niveau du seuil des fenêtres, qui s'inscrivent donc entièrement dans la lunette de la voûte, ce qui met bien en exergue le manque de hauteur. Entre les fenêtres, les voûtains agissent comme des abat-jour. Tout le soubassement des fenêtres est revêtu de boiseries, qui ne s'infléchissent pas autour des piliers engagés, qui, s'ils ont existé avant la réparation au XVe siècle, ont dû être abattus. Il n'y en a en tout cas pas de chapiteaux, et juste au-dessus des boiseries, les ogives se fondent dans les piliers. Un remaniement a donc eu lieu à ce niveau, mais il se peut que les supports initiaux aient simplement été retaillés, comme par exemple les piliers des grandes arcades du sud dans l'église de Saint-Clair-sur-Epte.

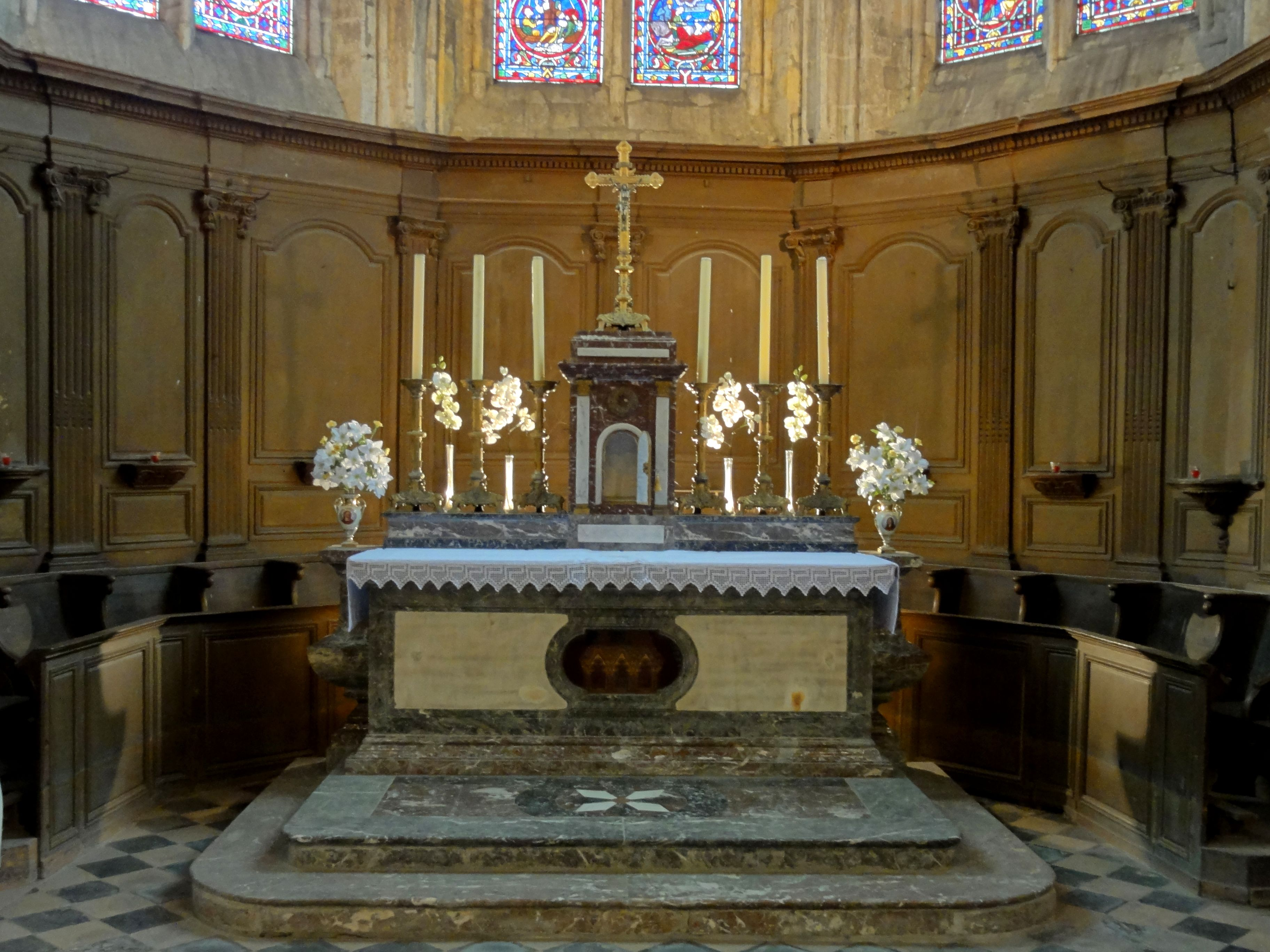
Ancien maître-autel.
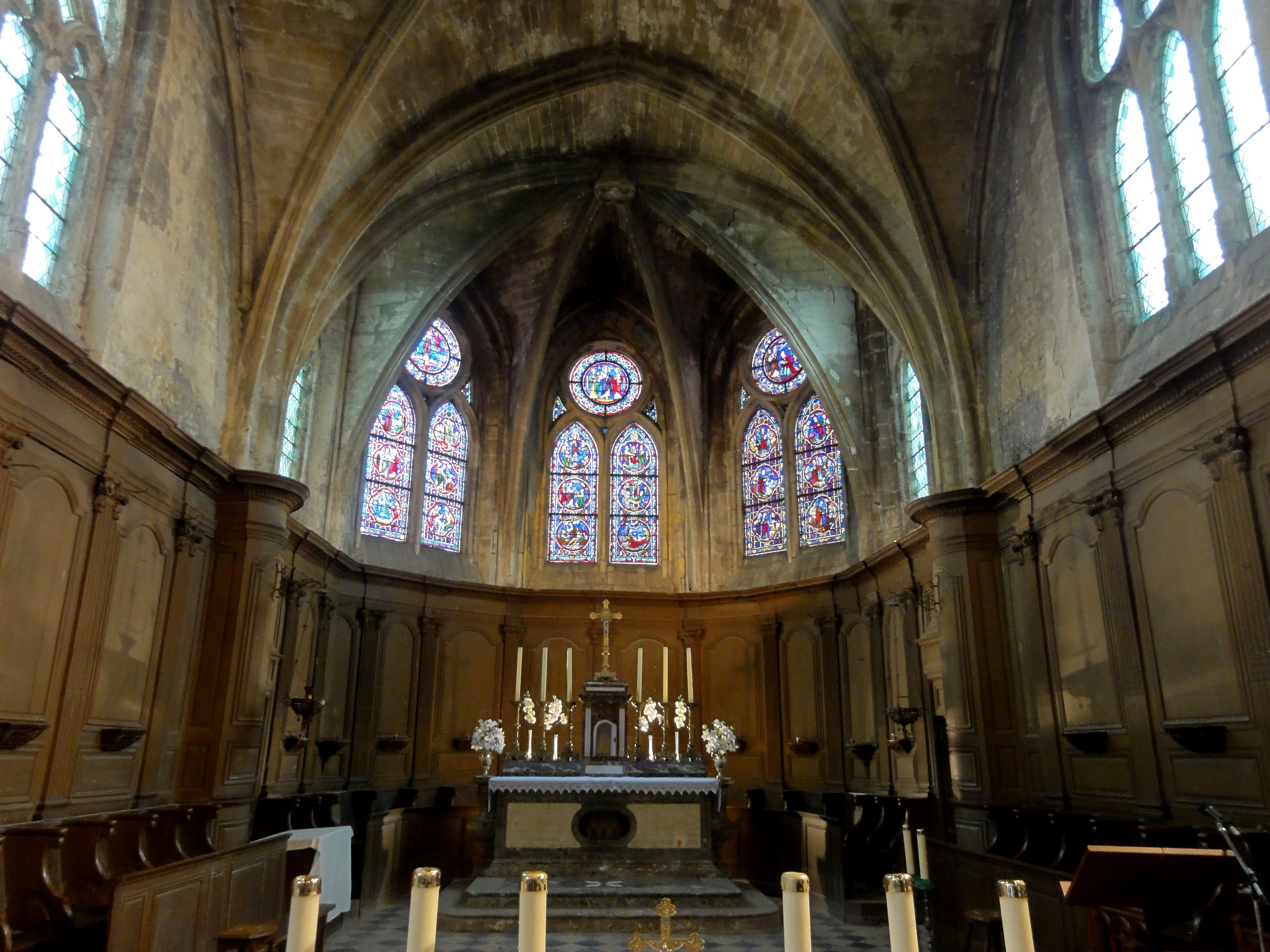
Chœur, vue vers l'est.
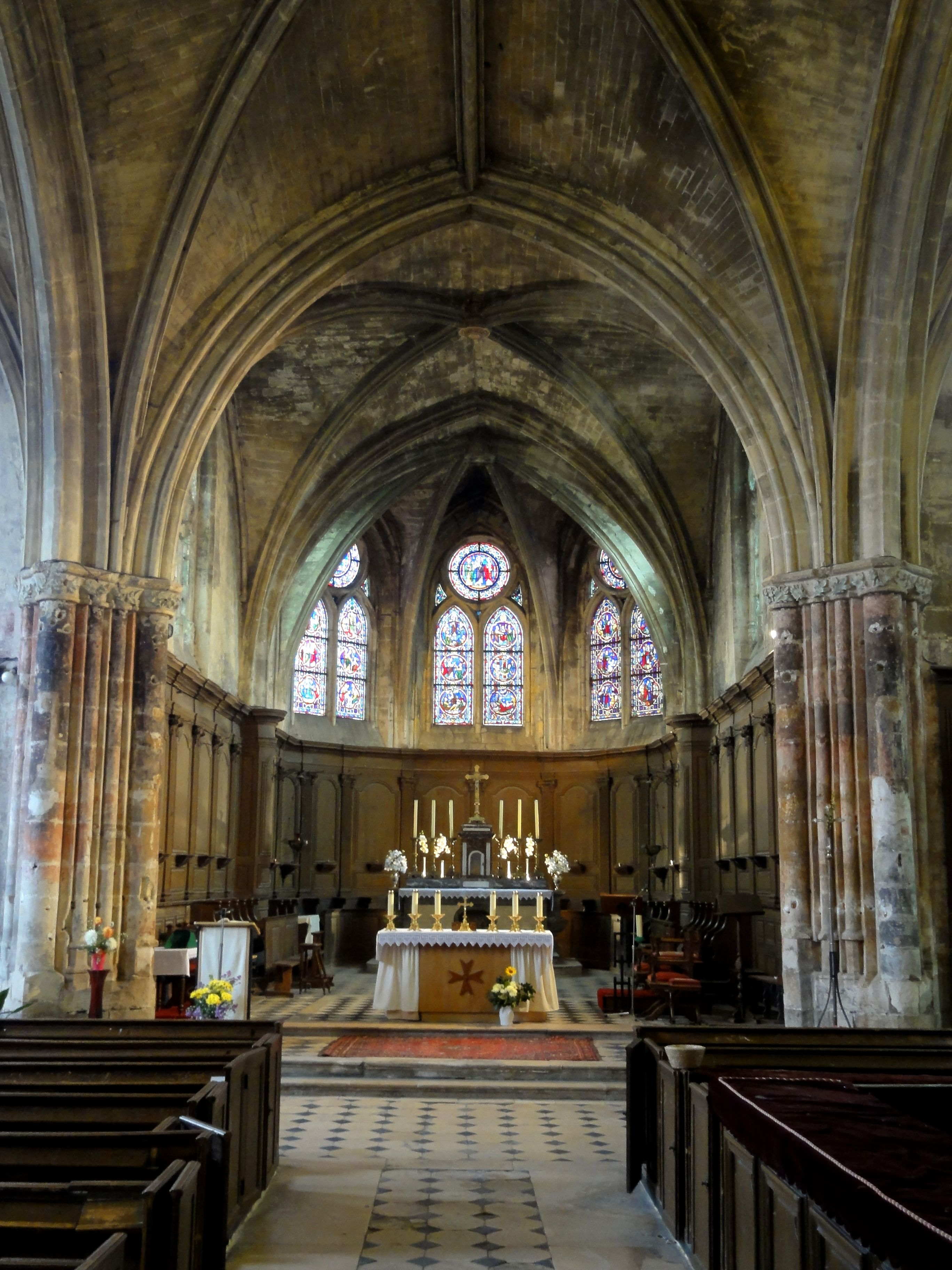
Chœur, vue vers l'est.
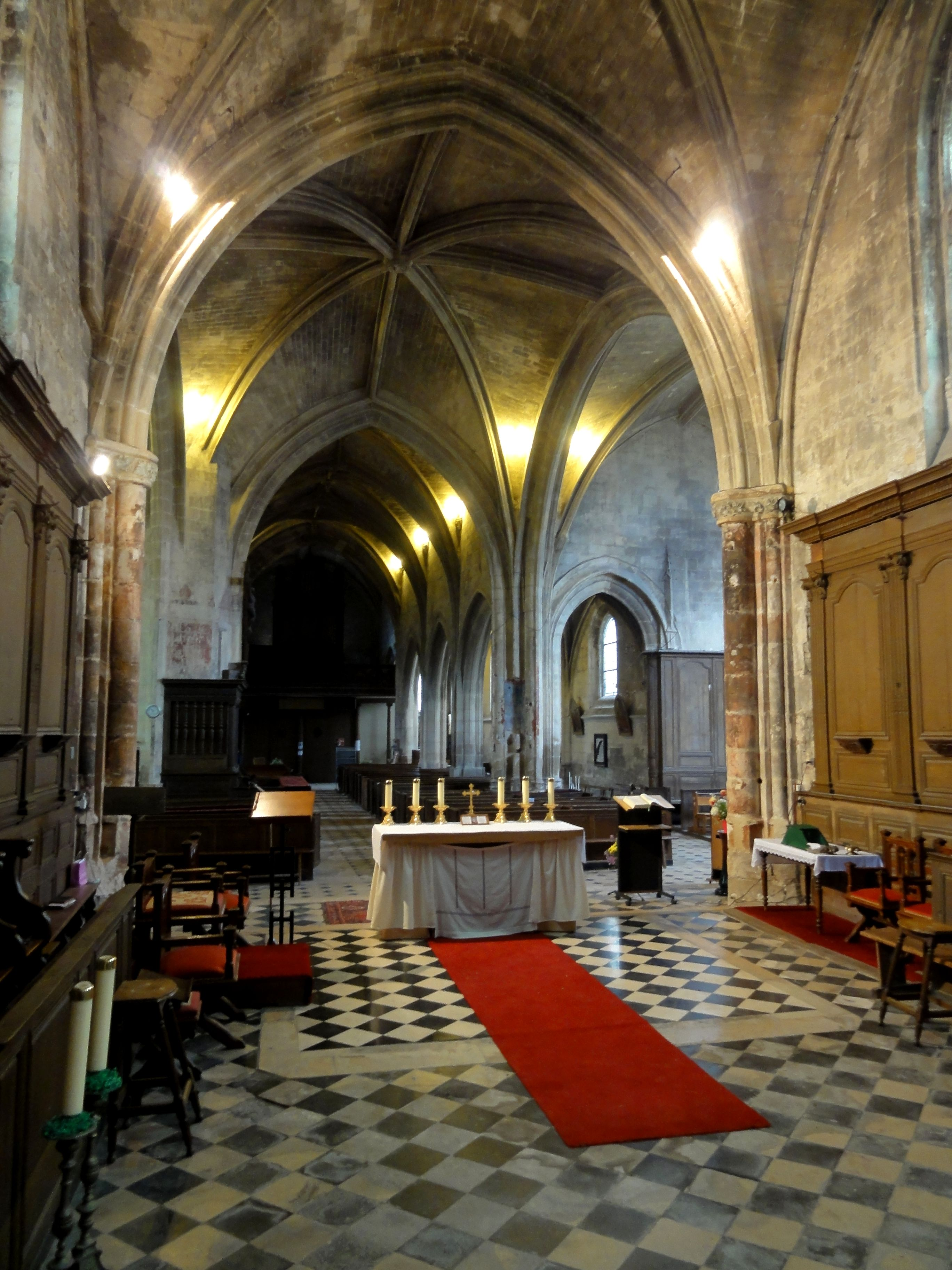
Chœur, vue vers l'ouest.
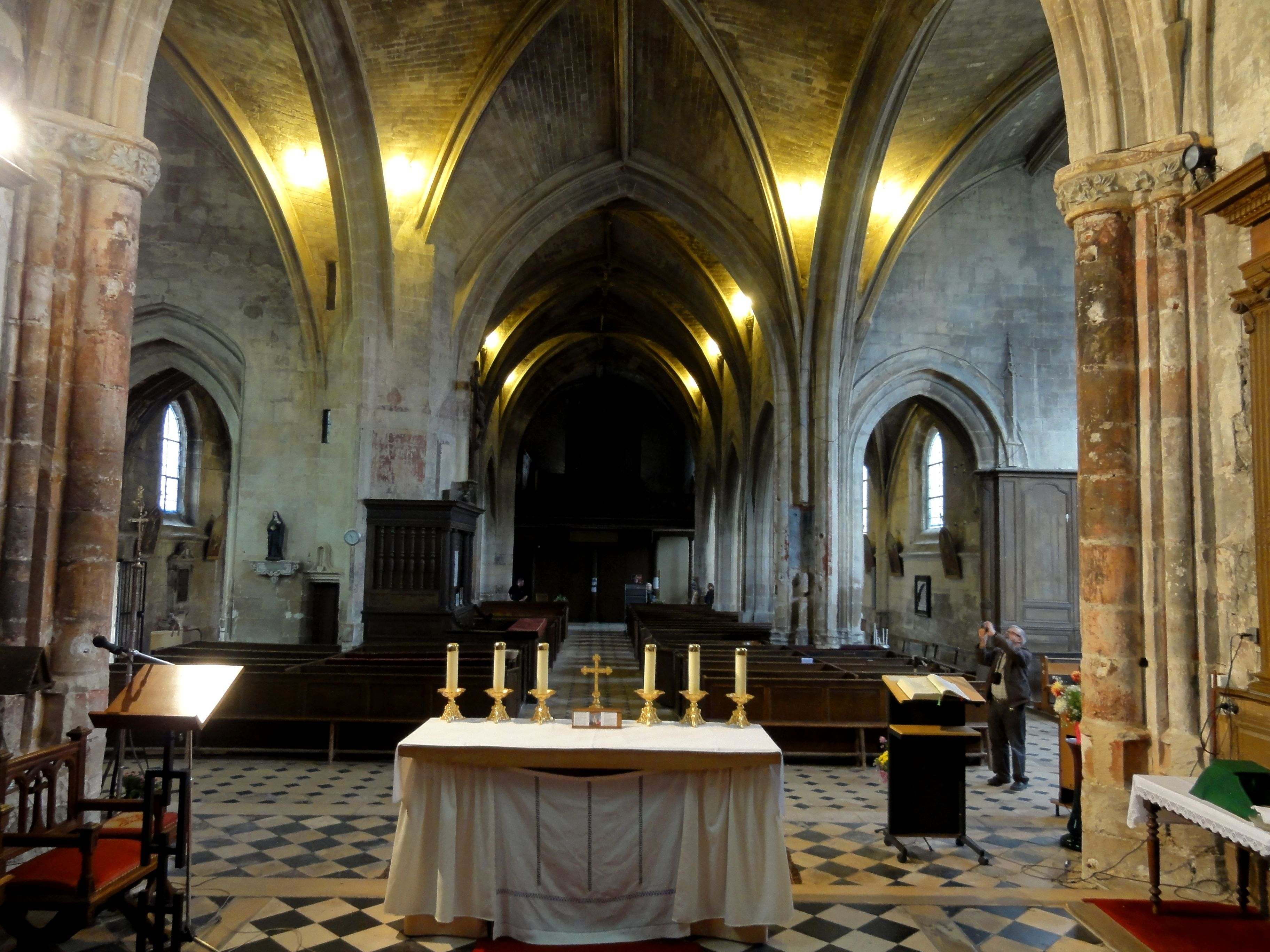
Chœur, vue vers l'ouest.
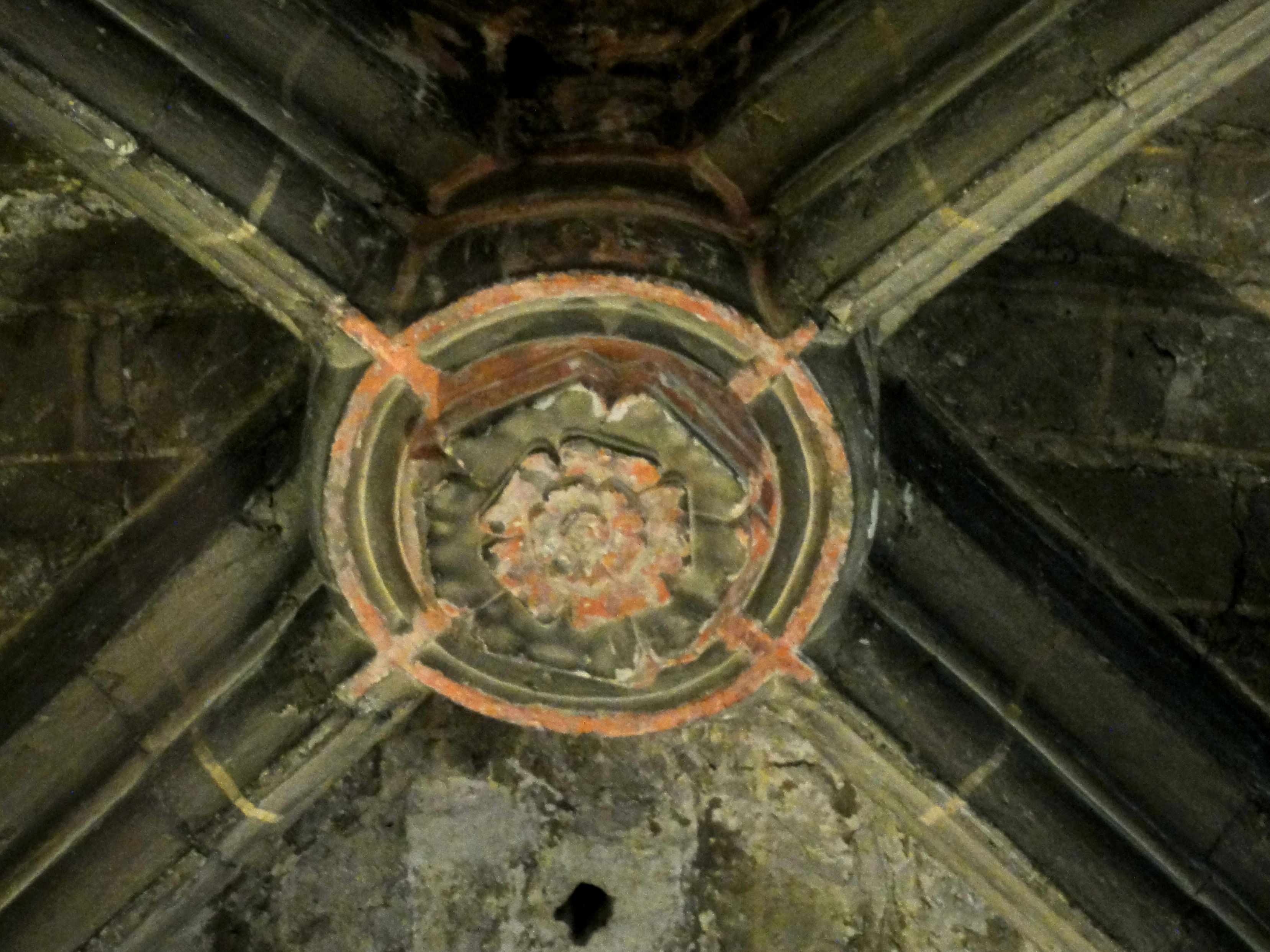
Clé de voûte de la 1re travée.